# Дизель-поезд

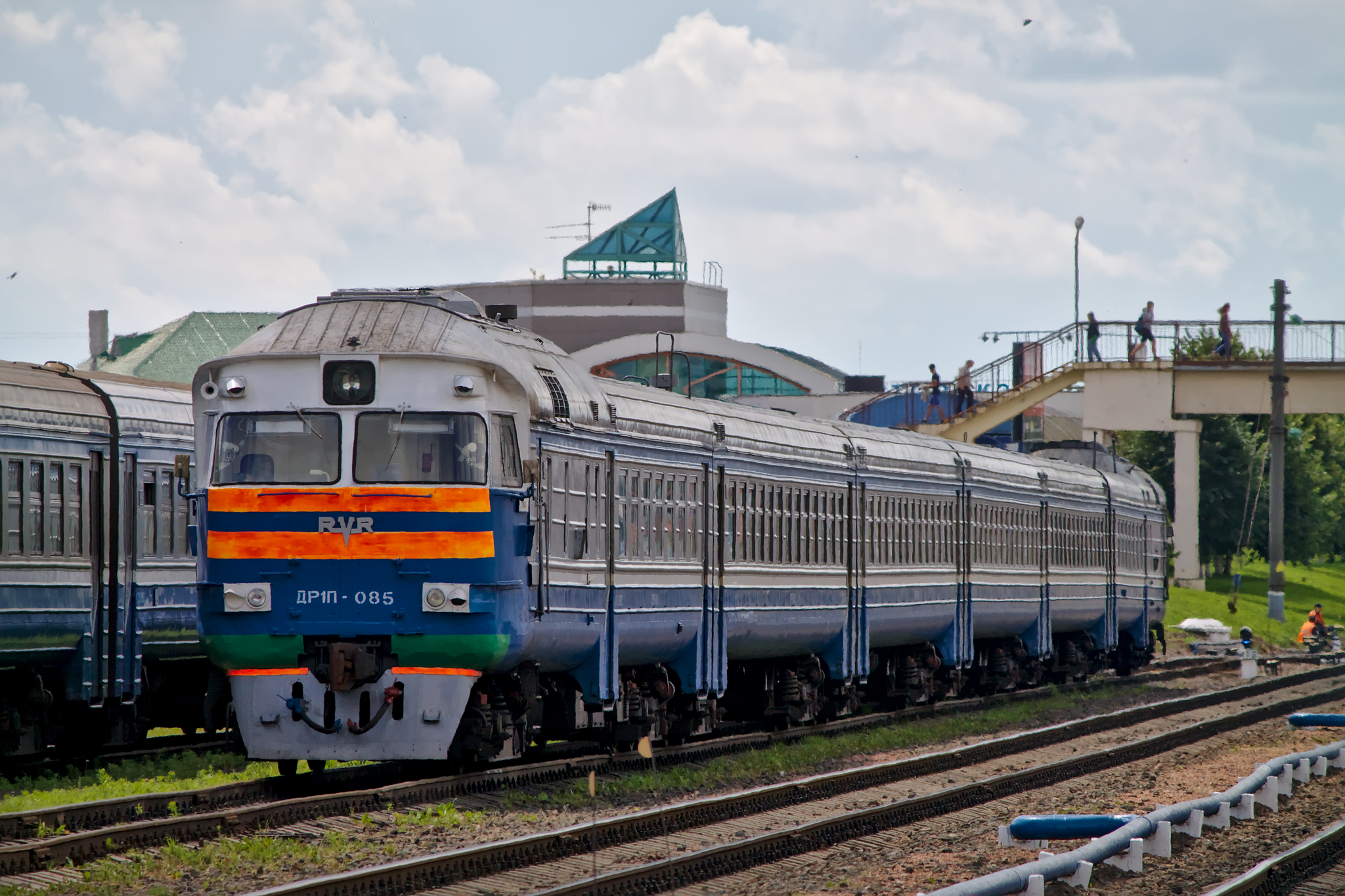
Советский дизель-поезд ДР1П-085 с гидравлической передачей

Ди́зель-по́езд — в общем случае автономный моторвагонный подвижной состав (МВПС) с дизельной силовой установкой, состоящий не менее чем из двух вагонов, из которых как минимум один вагон моторный. В разных странах определение термина «дизель-поезд» может быть разным.

## История

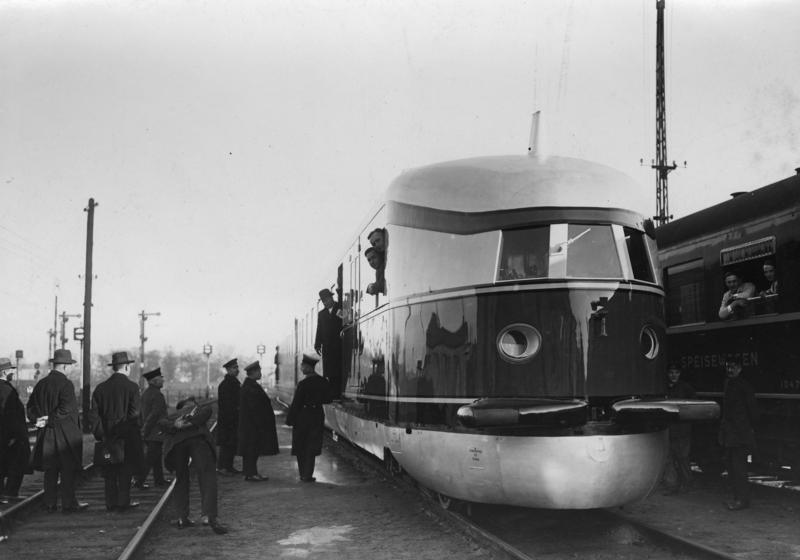
Двухвагонный VT877 для DRG — один из первых дизель-поездов в мире

Одни из первых дизель-поездов появляются в Германии, США, СССР и Италии. В Германии в 1932 году для оператора Deutsche Reichsbahn Gesellschaft (DRG) построен дизель-поезд VT 877 a/b. В 1933 году американская компания Budd совместно с французской Michelin выпустила опытный двухвагонный дизель-поезд Silver Slipper с обрезиненными колёсами, оказавшийся неудачным и прослуживший всего год. В следующем году компания Budd создала первый дизель-поезд широко известного семейства Zephyr, пока известный лишь по бортовому номеру 9900 (позже Burlington Zephyr, после 1936 года Pioneer Zephyr), который вышел на испытания 7 апреля 1934 года. В июне 1936 года прошёл обкатку первый советский дизель-поезд АП (в то время в СССР на дизельный МВПС распространялся термин «автомотриса»). Построен Калужским машиностроительным заводом по проекту Коломенского завода. 21 августа 1936 года фирма FIAT завершила работы по созданию первого итальянского дизель-поезда ATR номерного ряда 100 для Ferrovie dello Stato Italiane (FS). Далее было построено ещё восемь таких поездов (итого девять составов с номерами от 101 до 109 включительно).

## Классификация и конструкция
Дизель-поезда различаются по назначению и типу трансмиссии. В России по характеру использования пассажирские дизель-поезда принято подразделять на предназначенные для:
- перевозки пассажиров и багажа в пригородном сообщении;

- перевозки пассажиров и багажа в межрегиональном сообщении.

В отдельную категорию выделены дизель-поезда для служебных поездок.
В плане составности дизель-поезд может быть моторвагонным (с хотя бы одним моторным вагоном) или локомотивной тяги (без моторных вагонов, с применением для тяги одной или более секций тепловозов).

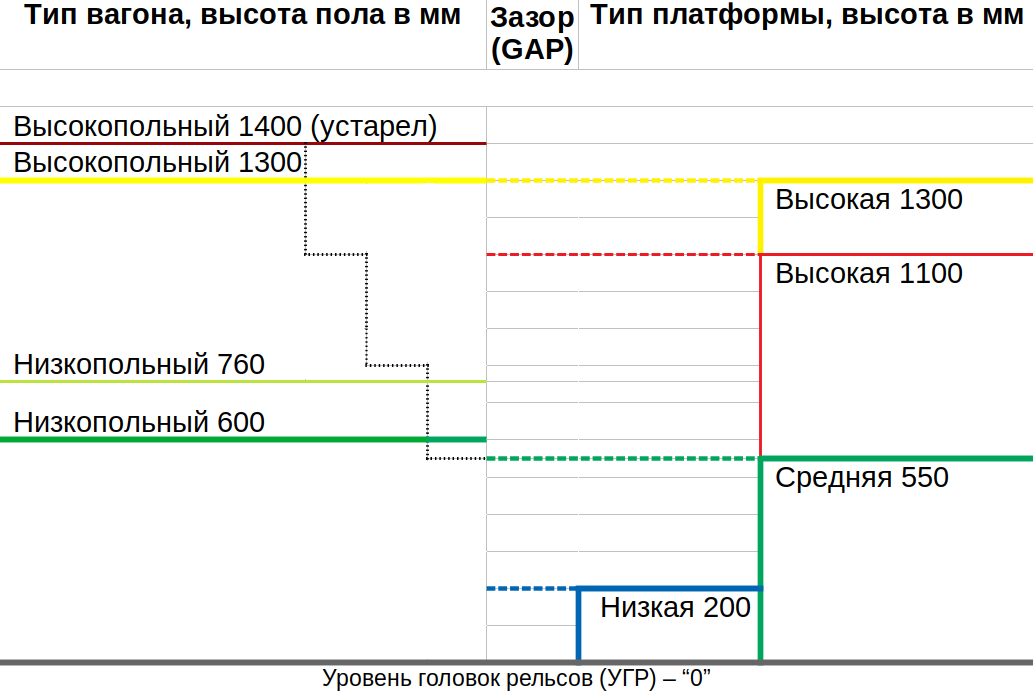
Диаграмма, поясняющая преимущества низкопольного вагона перед высокопольным

С точки зрения конфигурации пола вагона дизель-поезда различают высокопольные и низкопольные дизель-поезда. В России принято различать три основных категории железнодорожных остановочных платформ по высоте: высокую, среднюю и низкую. Высокая платформа — платформа, высота которой над уровнем головки рельса (УГР) составляет 1100 мм. Средняя платформа — платформа, высота которой над УГР составляет 550 мм. Низкая платформа — платформа, высота которой над УГР не более 200 мм.
Также дизель-поезда различаются по типу питания:
- автономные дизель-поезда, с питанием от силовой (дизельной) установки с механической, гидравлической или электрической передачей мощности;
- комбинированные дизель-электропоезда, с дизельной силовой установкой, электрической передачей мощности и токоприёмником и электрооборудованием для питания от контактной сети и/или тяговыми аккумуляторными батареями[12].

### Составность
Как правило, в состав дизель-поезда входит не менее двух головных вагонов (то есть вагонов с одной или двумя кабинами машиниста), которые расположены по краям состава и ориентированы кабинами наружу. Такая компоновка позволяет эксплуатировать дизель-поезд при движении в любую сторону без разворота состава и без перецепления вагонов. В состав некоторых дизель-поездов входят и промежуточные вагоны, не имеющие кабины машиниста. Как было сказано выше, хотя бы один вагон дизель-поезда должен быть моторным, то есть иметь хотя бы одну приводную тележку. Некоторые дизель-поезда могут иметь прицепные вагоны, имеющие только поддерживающие (неприводные) тележки. Таким образом, возможны четыре основных вида вагонов дизель-поезда:
- моторный головной (Мг);
- моторный промежуточный (Мп);
- прицепной головной (Пг);
- прицепной промежуточный (Пп).

Композиция, то есть схема расположения вагонов в составе дизель-поезда, может быть описана с применением математических символов, например:
| Серия    | Композиция   | Примечание                                                        |
| -------- | ------------ | ----------------------------------------------------------------- |
| АП-1     | Мг+Пг        | Двухвагонный состав из вагонов Мг и Пг                            |
| ДР1-01   | Мг+2Пп+Мг    | Четырёхвагонный состав из двух вагонов Мг и двух Пп               |
| ДР1А-405 | 2 (Мг+Пп+Пг) | Шестивагонный состав из двух секций с композицией Мг+Пп+Пг каждая |

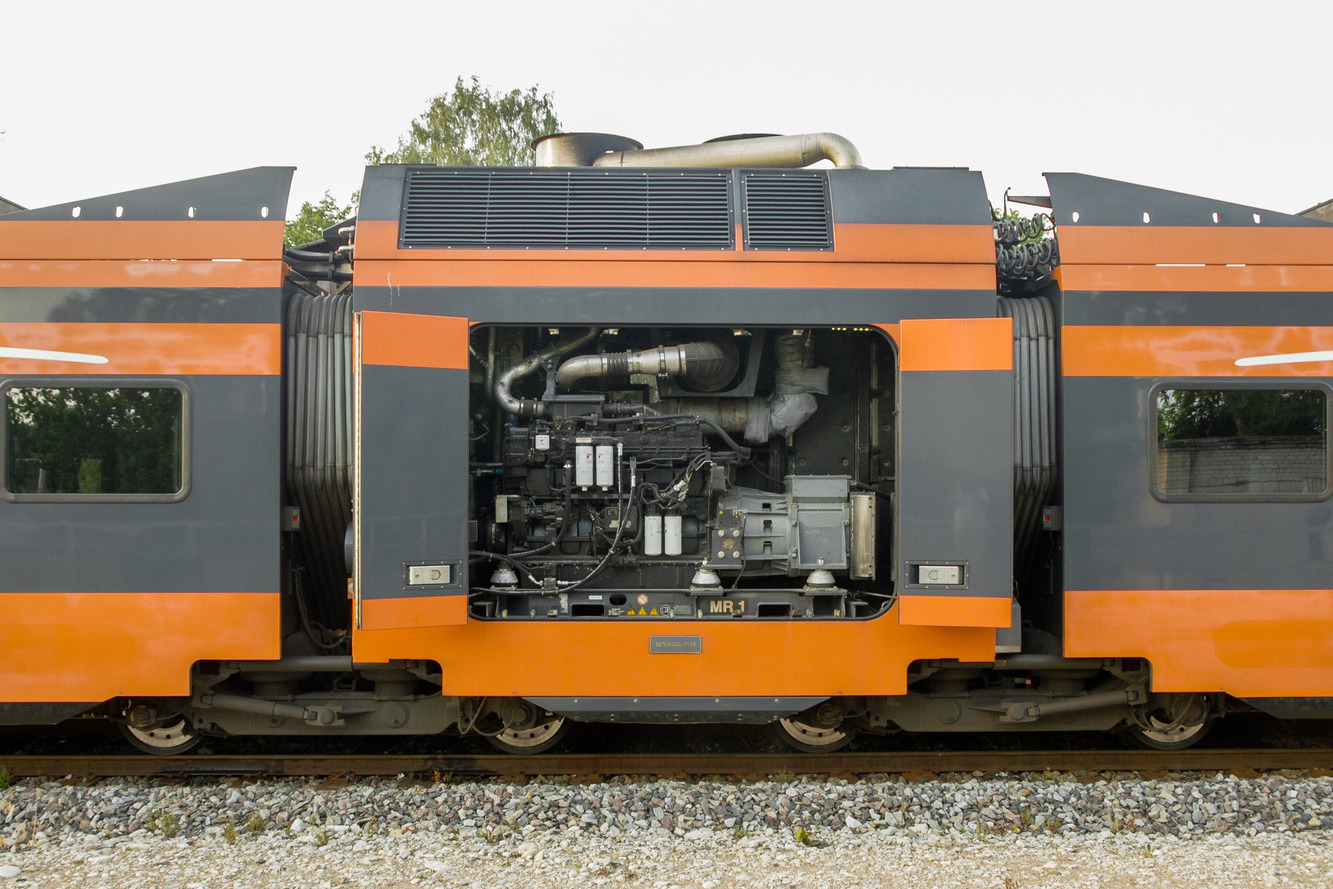
Дизель-генераторный модуль в составе дизель-поезда 2404 оператора Elron (створки моторного отсека открыты)

Для некоторых дизель-поездов возможна эксплуатация по системе многих единиц (СМЕ); например, с объединением двух трёхвагонных поездов РА2 в один шестивагонный.
Вагоны дизель-поезда могут быть сцеплены при помощи стандартных для конкретной железной дороги сцепных устройств, либо сочленённым способом через тележки Якобса (в этом случае для расцепки состава в месте сочленения требуется применение подъёмных устройств). В этом случае в формуле композиции можно применить знак «=», например, Мг=Пп=Мг. Некоторые дизель-поезда могут иметь в составе так называемый тяговый модуль, в котором и расположена силовая установка. Швейцарская компания Stadler Rail строила подобные поезда семейства FLIRT (например, трёхвагонные для эстонского оператора Elron, номерного ряда 2300 с композицией Мг=Пп=ДПпм=Мг, где ДПпм — дизель-генераторный прицепной промежуточный модуль).

### Силовая установка

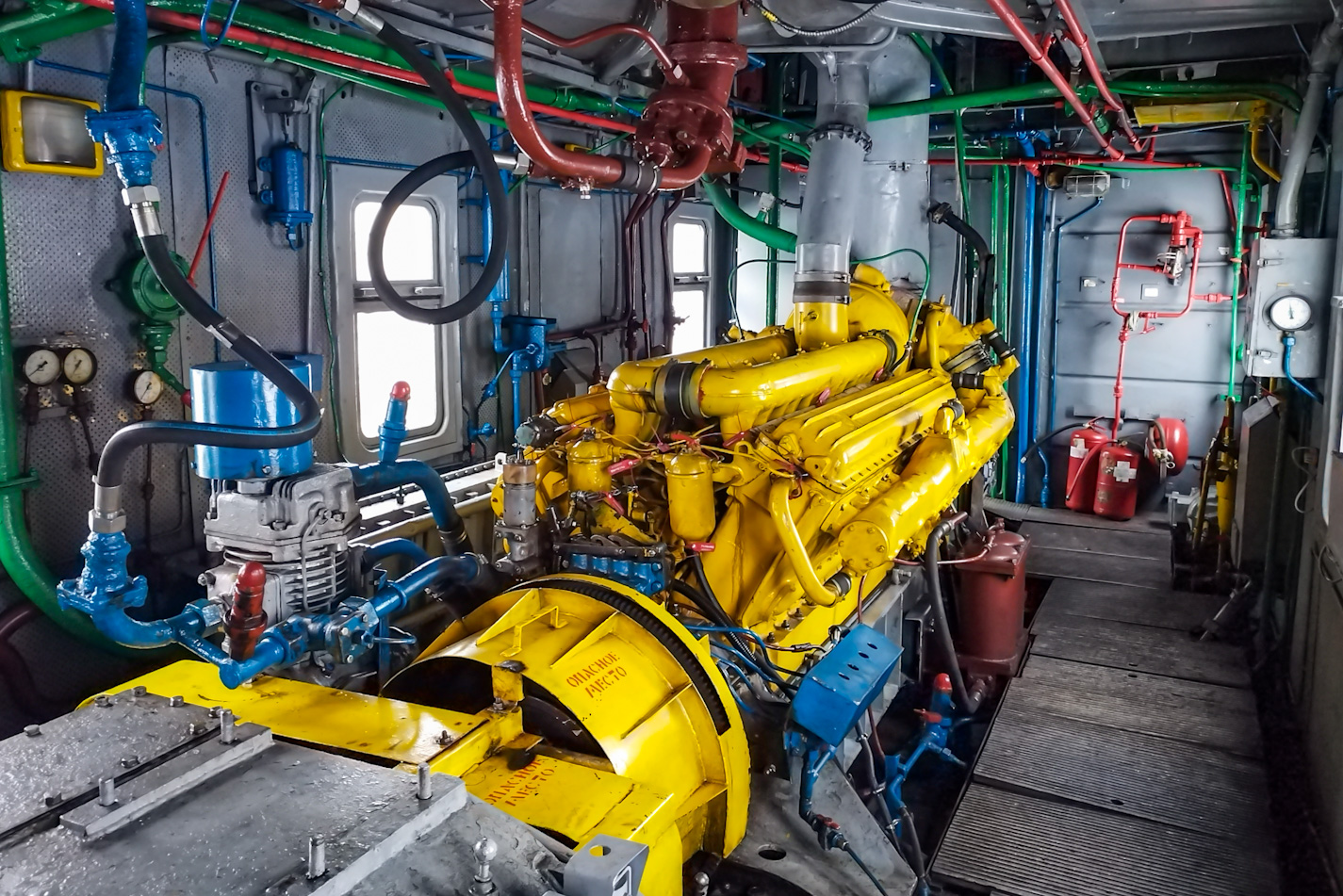
Дизельный двигатель дизель-поезда ДР1А с внутрикузовным размещением в машинном отделении

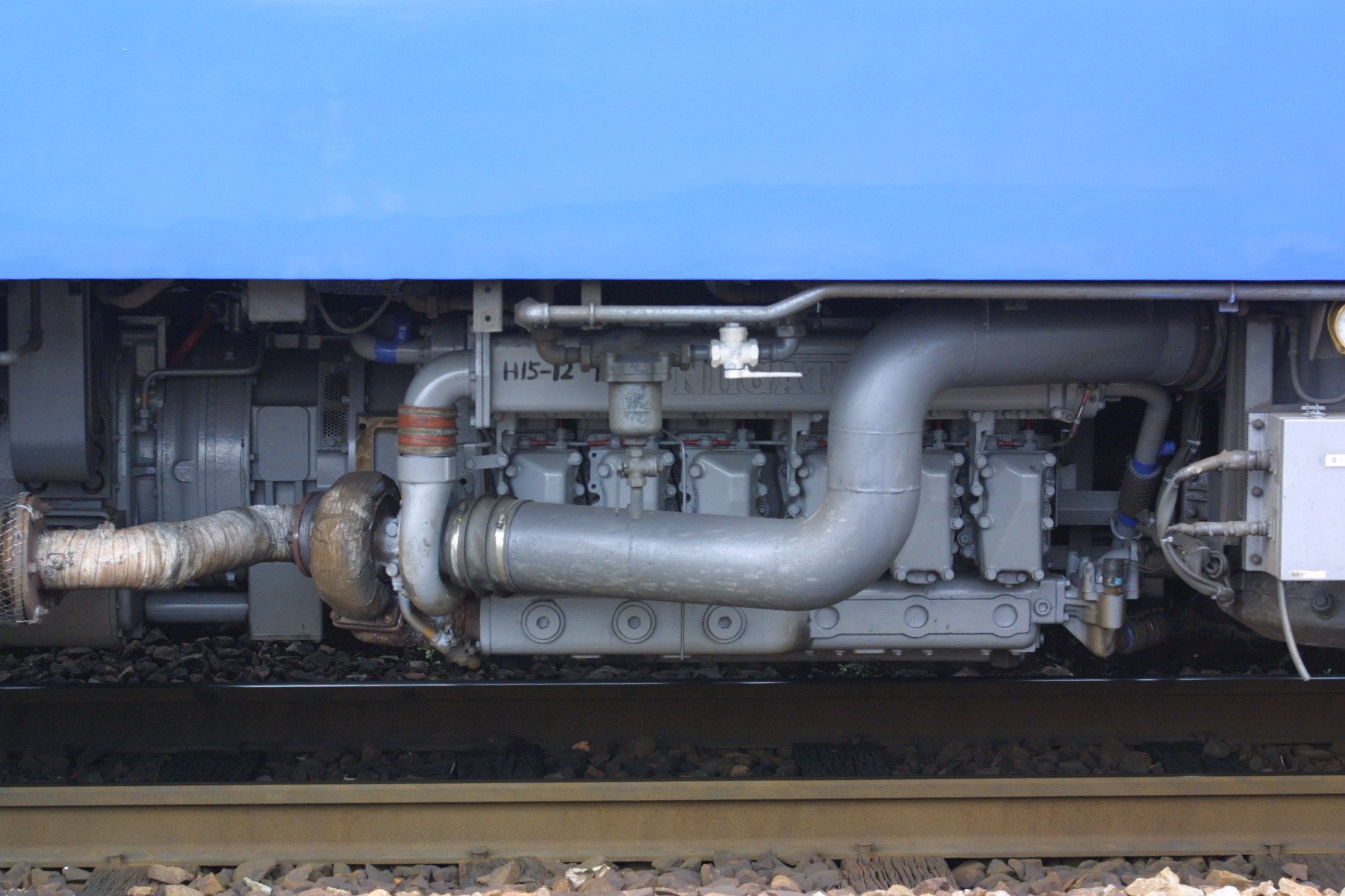
Дизельный двигатель дизель-поезда Киха-66 с подвагонным размещением

В основе силовой установки дизель-поезда лежит дизельный двигатель. Силовая установка может располагаться под полом вагона, либо в машинном отделении (внутрикузовное размещение), либо в области крыши вагона.
Обычно в комплект силовой установки входят:
- несущая пространственная рама;

- двигатель внутреннего сгорания (дизельный);

- тяговая передача (тяговый генератор для электрической передачи или гидравлическая передача с редуктором);

- система топливоснабжения;

- масляная система двигателя;

- система охлаждения двигателя;

- система охлаждения наддувочного воздуха двигателя с радиатором (для двигателей с наддувом);

- система охлаждения масла гидравлической передачи (в случае её применения);

- система воздухоснабжения и очистки воздуха с сигнализацией о степени загрязнения фильтров;

- масляный бак с уровнемерным устройством;

- устройство запуска двигателя (стартёр);

- система предварительного разогрева двигателя и тяговой гидравлической передачи при холодном пуске (в случае её применения);

- система регулирования мощностных параметров двигателя и его диагностики;

- компрессор с системой подготовки подаваемого воздуха;

- генератор собственных нужд;

- искрогаситель и глушитель шума выхлопа с нейтрализаторами и улавливателями загрязняющих веществ;

- система охлаждения тягового генератора и выпрямительной установки (при их наличии);

- система управления работой охлаждающих устройств;

- система обнаружения и дистанционного тушения пожара.

### Системы торможения и пневмооборудования
По действующим в России стандартам дизель-поезд должен быть оборудован следующими видами тормозных систем:
- автоматической пневматической;

- электропневматической прямодействующего типа;

- стояночной.

Также допускается применение:
- автоматического электропневматического тормоза (петля безопасности);

- гидродинамического тормоза (при наличии гидравлической передачи);

- электродинамического тормоза (при наличии электрической передачи);

- рельсового тормоза (вихретокового или магниторельсового).

Пневматический, электропневматический и стояночный тормоза могут быть как колодочными, так и дисковыми.

### Электрооборудование
Электрооборудование дизель-поезда обеспечивает выполнение следующих функций:
- разгон и остановка состава;

- движение состава с заданной скоростью в тяговом режиме;

- изменение направления движения состава;

- автоматическое регулирование силы торможения при максимальном использовании электродинамического тормоза (при наличии);

- торможение состава при помощи магниторельсового тормоза (при наличии);

- совместное электрическое торможение (при наличии электрической передачи) моторных вагонов с электропневматическим торможением немоторных вагонов;

- электроснабжение энергией потребителей собственных нужд и систем жизнеобеспечения.

Вспомогательное электрооборудование обеспечивает работу тягового электрооборудования в соответствии с заданными характеристиками (при наличии электрической передачи) и питание цепей управления, устройств жизнеобеспечения и сервиса. В качестве преобразователей собственных нужд могут применяться как статические, так и электромашинные преобразователи.

## Дизель-поезда по странам мира

### СССР и постсоветское пространство
В России термин «дизель-поезд» раскрывается в межгосударственном стандарте на дизель-поезда ГОСТ 31666—2014, на который ссылаются также межгосударственные стандарты по терминам и определениям ГОСТ 34056—2017 и ГОСТ 34530—2019. Согласно ему, дизель-поезд — это «автономный тяговый подвижной состав с дизельной силовой установкой и передачей мощности (гидравлической или электрической), состоящий из не менее, чем двух вагонов, предназначенный для перевозки пассажиров и имеющий в своём составе хотя бы один моторный вагон». Такое определение исключает из категории дизель-поездов так называемые дизель-поезда локомотивной тяги (например, ДДБ1), в которых моторные вагоны не применяются. В истории России этот термин появился гораздо позже внедрения дизельной тяги на железной дороге; для моторвагонного подвижного состава с двигателем внутреннего сгорания преимущественно применялся термин «автомотриса», независимо от количества вагонов и назначения. Первый состав такой разновидности (в данном случае двухвагонный) появился в СССР в середине 1930-х годов, получив обозначение серии АП, что расшифровывалось как «автомотриса пригородная» (согласно вышеупомянутым стандартам по терминам и определениям, к автомотрисам относится одновагонный МВПС с двигателем внутреннего сгорания, предназначенный при этом только для обеспечения перевозок и обслуживания инфраструктуры железнодорожного транспорта). В обозначениях МВПС железных дорог СССР понятие дизель-поезда впервые появляется на прибывших в 1945 и 1946 годах из Венгрии трёхвагонных составах (по первым буквам, то есть ДП).
Дизельный МВПС в пассажирском движении до начала 1960-х годов был представлен в СССР репарационными трёхвагонными дизель-поездами ДП из Венгрии (номеров с 1 по 10 завода Ganz) и Германии (номеров с 11 по 15, созданных разными фирмами). Позже появились шестивагонные поезда Ganz с электрической передачей, снова обозначенными как ДП, но с присвоением особого номерного ряда (от 01 до 08). Сотрудничество с этим заводом продолжилось. С 1960 года завод, изменивший название на Ganz-MÁVAG, начал строить для СССР новые трёхвагонные дизель-поезда серии Д (изначально также получившие обозначение ДП). Нумерация этих поездов началась с номера 021, то есть не пересекалась с прошлыми поставленными поездами, и продолжалась до 109 включительно. Они имели композицию Мг+Пп+Пг. Последняя серия для Советских железных дорог получила обозначение Д1 являясь усовершенствованной версией дизель-поездов серии Д, и отличалась от последних прежде всего наличием более мощного дизельного двигателя, гидромеханической передачи, а также увеличенной на один вагон Пп основной составностью. Нумерация Д1 снова не началась с начала (первый поезд получил порядковый номер 201).
В то же время в СССР начинаются работы по созданию своих серийных дизель-поездов, для чего привлекли Рижский вагоностроительный завод (РВЗ). Перед этим (в 1956 году) были предприняты попытки создания дизель-поездов совместными усилиями Брянского машиностроительного и Калининского вагоностроительного заводов. Их эскизный проект включал два исполнения дизель-поезда (трёхвагонный, с одним прицепным и двумя моторными вагонами, и двухвагонный, без прицепных вагонов). Дизельный двигатель мощностью 400 л. с. Свердловского турбинного завода планировалось устанавливать под полом вагона и связывать с колёсными парами гидромеханической передачей. Однако в середине 1963 года РВЗ создал опытный образец ДР1, с композицией Мг+Пп+Пп+Пг и расположением двигателя в машинном отделении за кабиной машиниста. Далее было освоено серийное производство, в процессе которого в конструкцию вносились изменения; затем появились модификации ДР1П, ДР1А разных выпусков. Дизель-поезда ДР1А последних выпусков строились на РВЗ даже после распада СССР.
Помимо таких поездов, где головные вагоны имели по одной кабине, в СССР использовались комплекты вагонов, поставляемые фирмой Vagonka Studenka. Каждый такой комплект состоял из двухкабинной автомотрисы (рельсового автобуса) серии АЧ2 и двух вагонов Пп, обозначаемых АПЧ2. Конструкция этих машин позволяла эксплуатировать автомотрисы без вагонов или формировать дизель-поезда (как правило, из двух АЧ2 по концам и нескольких АПЧ2 между ними).

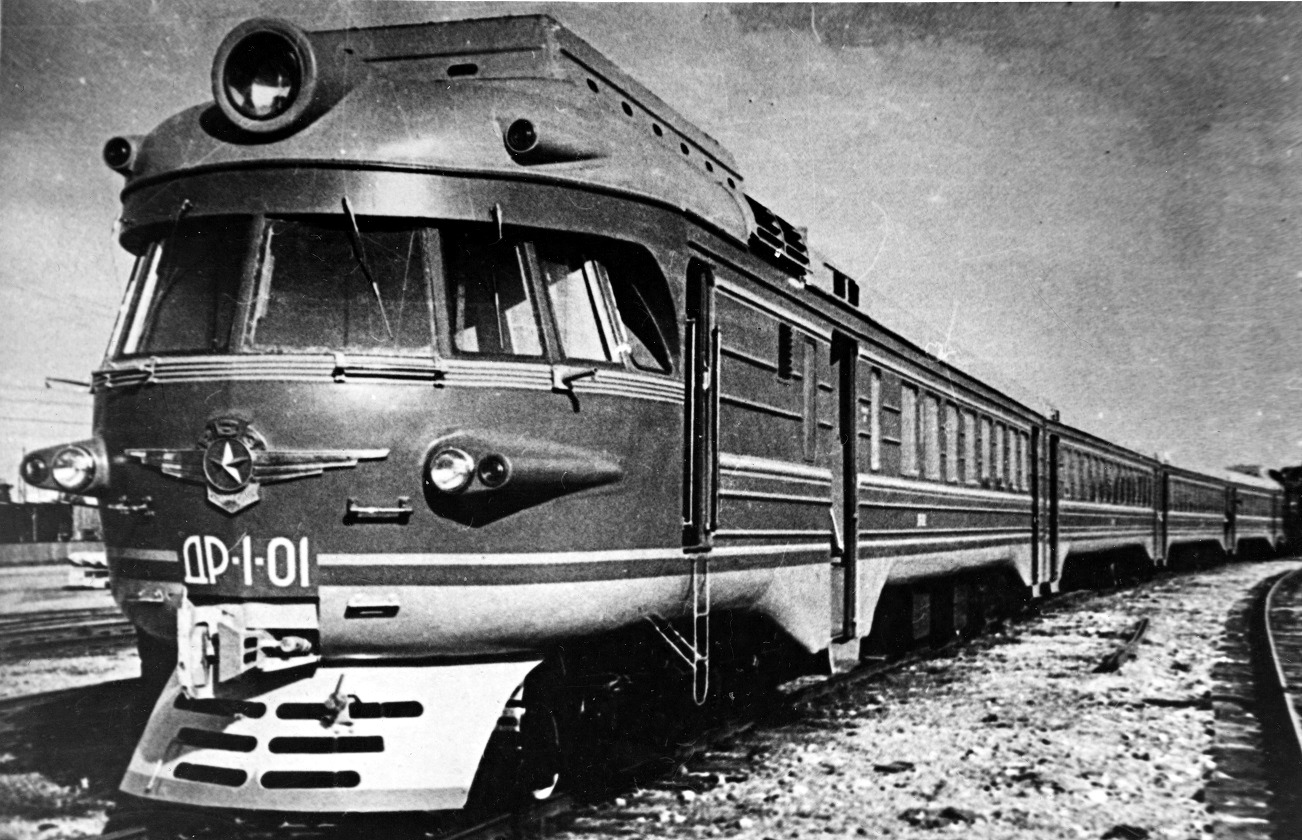
ДР1-01
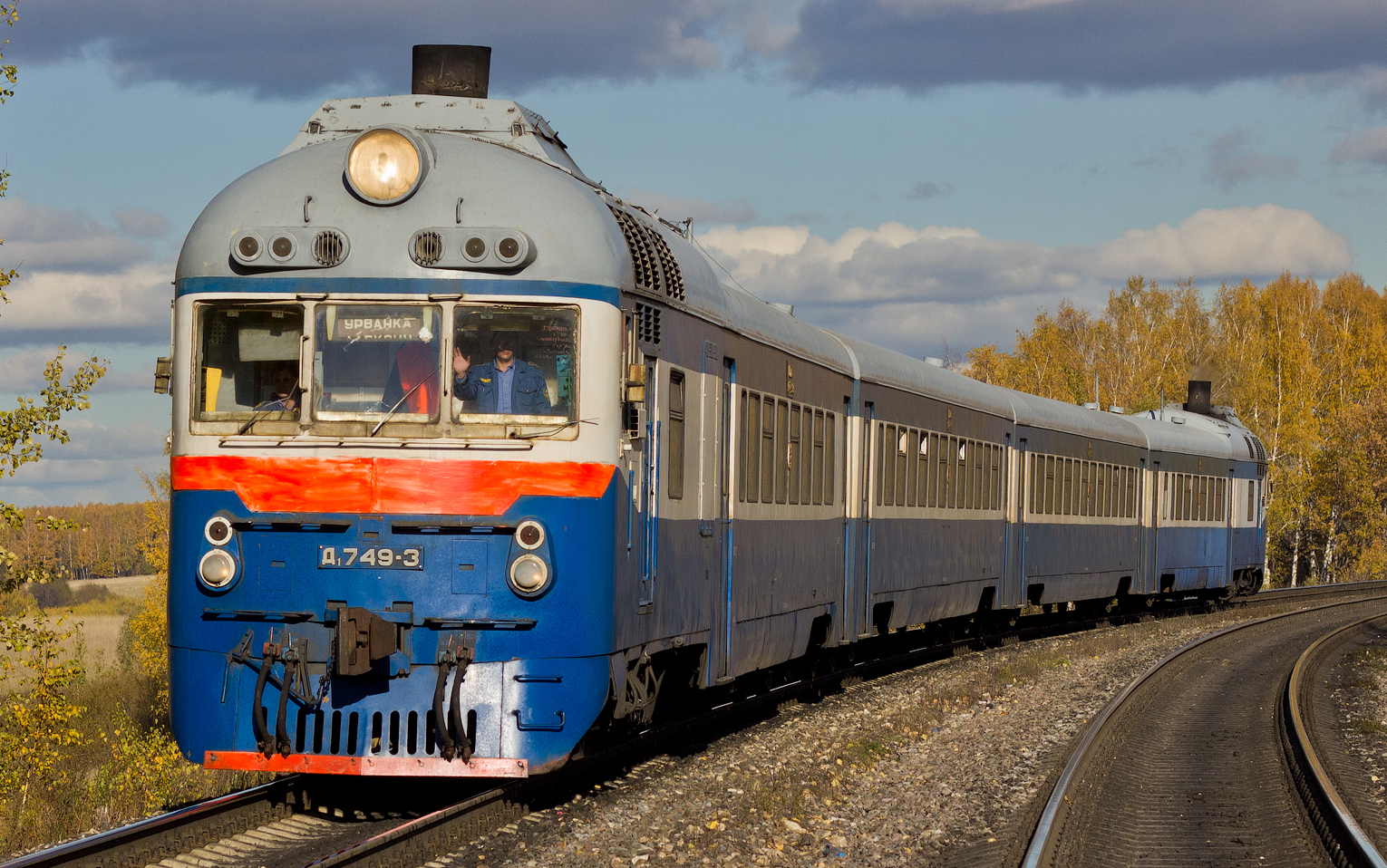
Д1-749
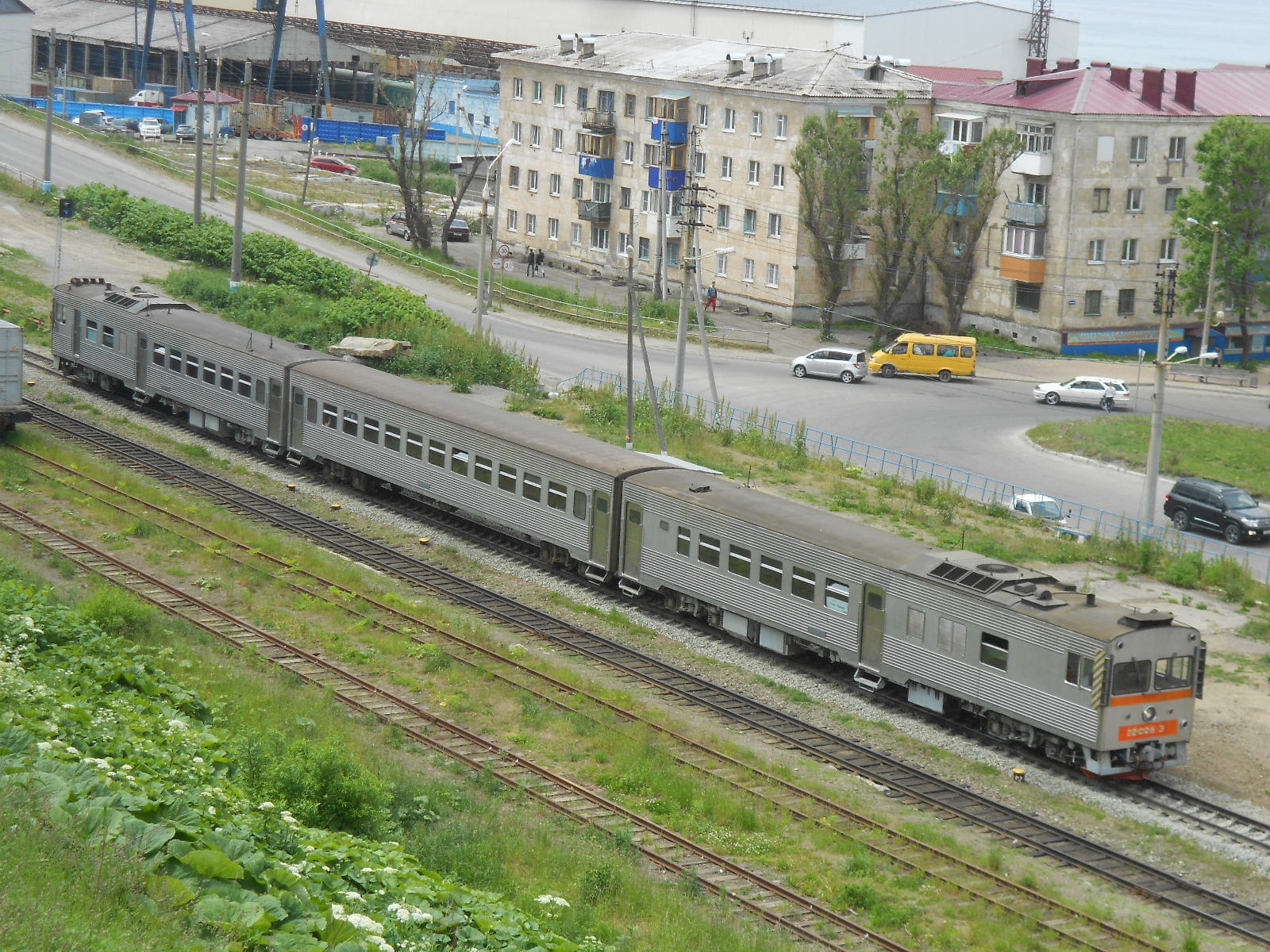
Д2-008 колеи 1067 мм
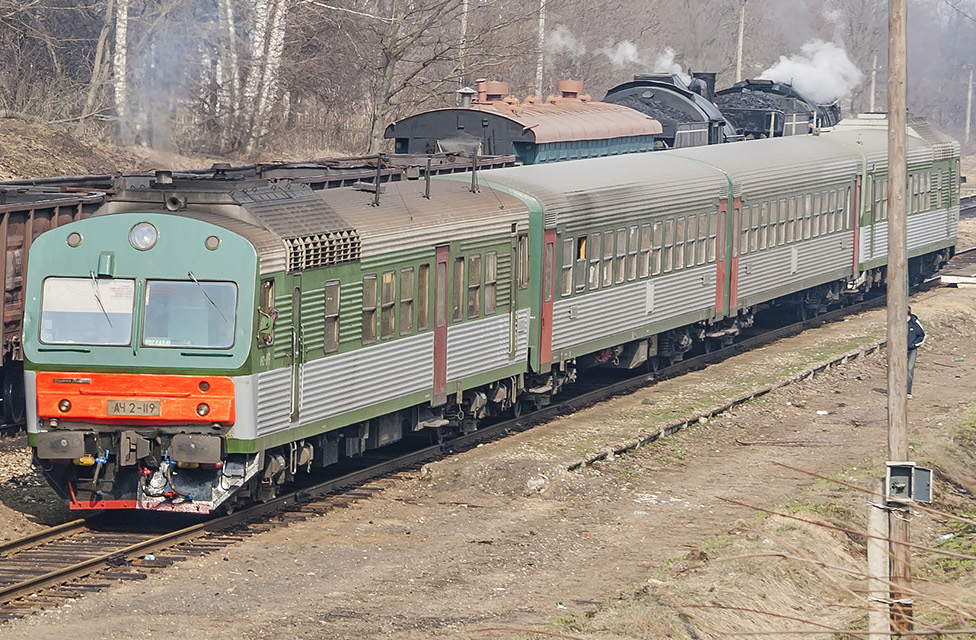
Две АЧ2 с вагонами АПЧ2

#### Россия
После распада СССР в России, в дополнение к терминам «дизель-поезд» и «автомотриса», вводится ещё одно — «рельсовый автобус». Наиболее развёрнутое определение этого термина содержится в ГОСТ 34530—2019, согласно которому рельсовый автобус — это «моторвагонный железнодорожный подвижной состав с одной или несколькими дизельными силовыми установками, состоящий из одного, двух или трёх вагонов, предназначенный для перевозки пассажиров». Таким образом, двух- и трёхвагоные рельсовые автобусы также являются дизель-поездами.
В качестве примера таких лёгких дизель-поездов можно привести многовагонные рельсовые автобусы серий РА2 и РА3, освоенные заводом «Метровагонмаш». Тот же завод, совместно со швейцарской фирмой Stadler Rail, в 2013 году создал более тяжёлый дизель-поезд серии ДП-М. Его головные вагоны содержат силовые модули GTW+ от Stadler Rail.

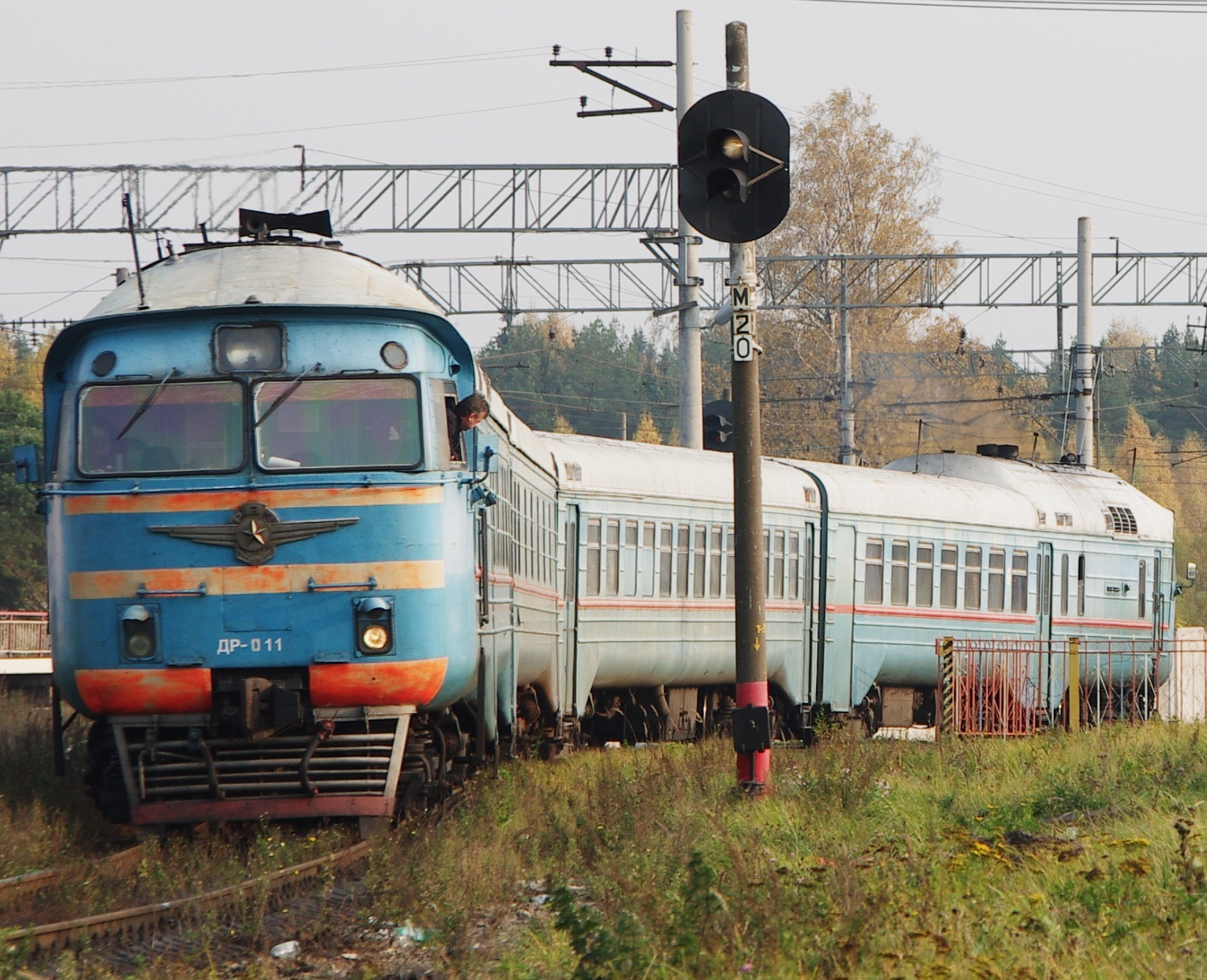
Дизель-поезд ДР1-011 советской постройки
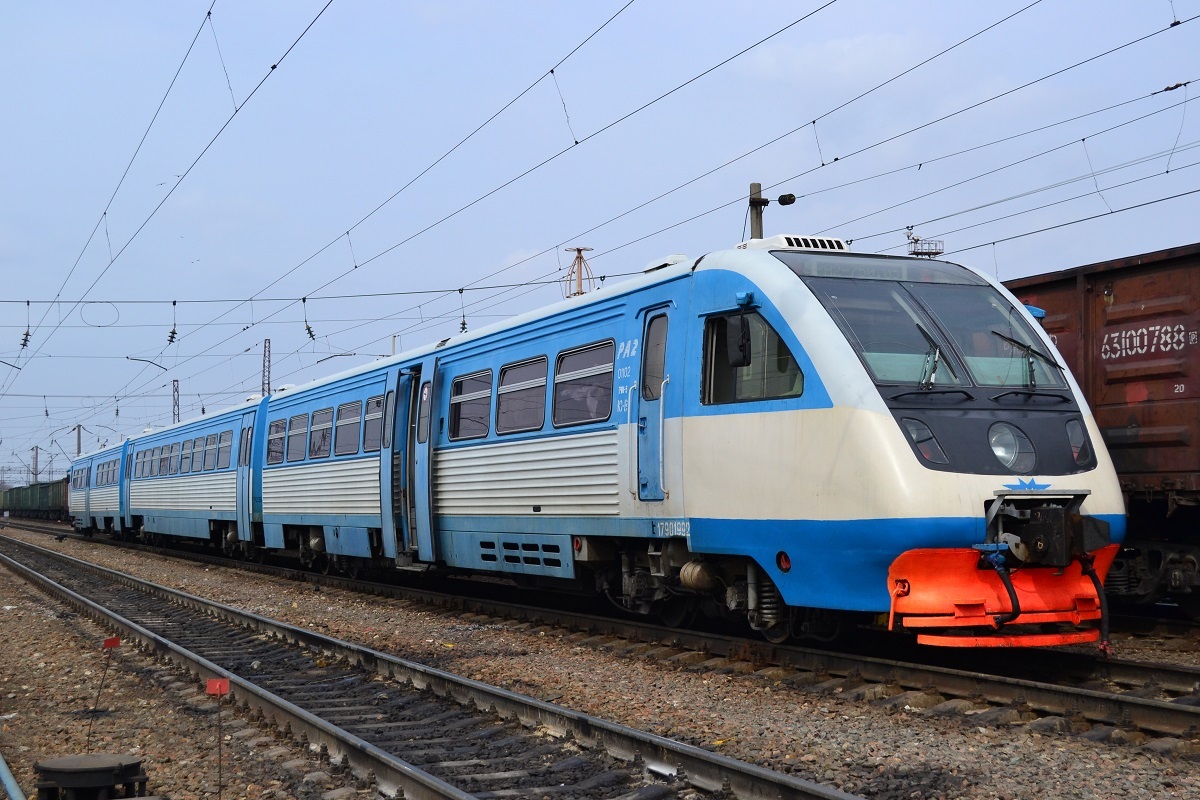
Дизель-поезд малой составности РА2-011, он же трёхвагонный рельсовый автобус
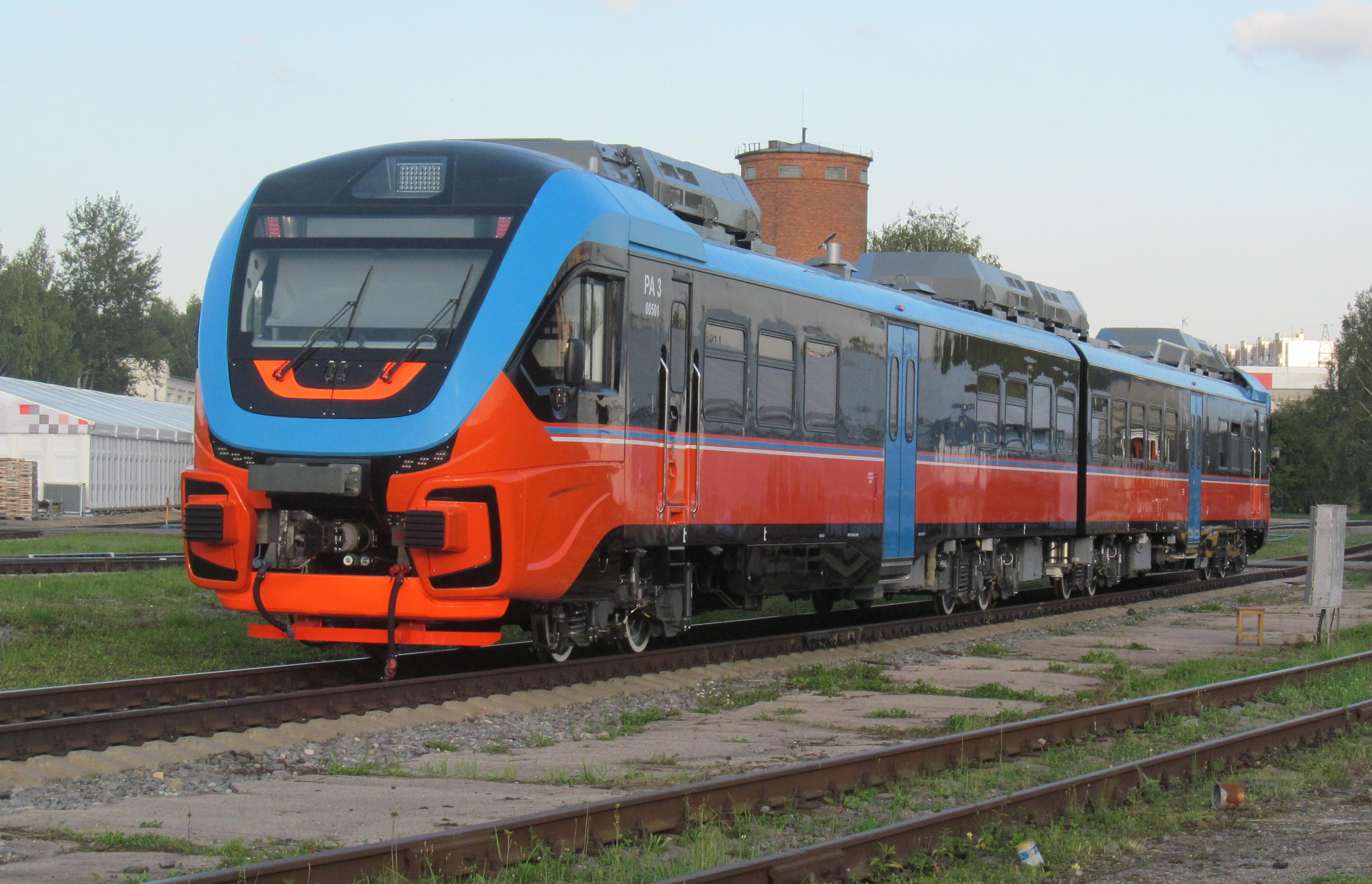
Дизель-поезд малой составности РА3-005, он же двухвагонный рельсовый автобус
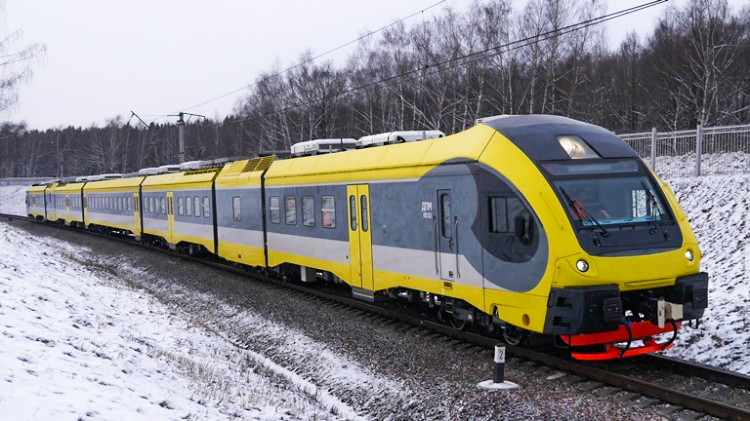
Дизель-поезд ДП-М-001 на испытаниях

#### Беларусь
Часть советских дизель-поездов серии ДР1 Белорусской железной дороги (бел. Беларуская чыгунка, БЧ) приписки прошла доработку в депо Лида, также с разделением составов. Модернизации подвергались составы ДР1, ДР1П, ДР1А. Сначала обозначение типа поезда изменили на ДР1Л (дизель-поезд рижский, 1-й тип, доработанный в Лиде), но оно не прижилось.
Модернизированные составы, получившие в итоге обозначение МДП (мини дизель-поезд, либо малый дизель-поезд) формировались по схемам Мг + Пг либо Мг + Пп + Пг, причём каждая такая секция получила свой новый номер, начиная от 001. Известно о формировании десяти поездов МДП (номера от 001 до 010).
Дизайн кабин моторных вагонов не менялся (скруглённая форма); прицепные головные вагоны поездов МДП (кроме МДП-010) имеют такие же кабины. Они получены из моторных (а не из прицепных, как в Латвии и Эстонии) вагонов путём удаления машинного помещения, установки боковых секций с широкими окнами и организации там дополнительного пассажирского салона. Прицепной головной вагон состава МДП-010 изготовлен из прицепного вагона, поэтому он имеет такую же кабину спрямлённой формы, как у доработанных в Латвии прицепных вагонах.

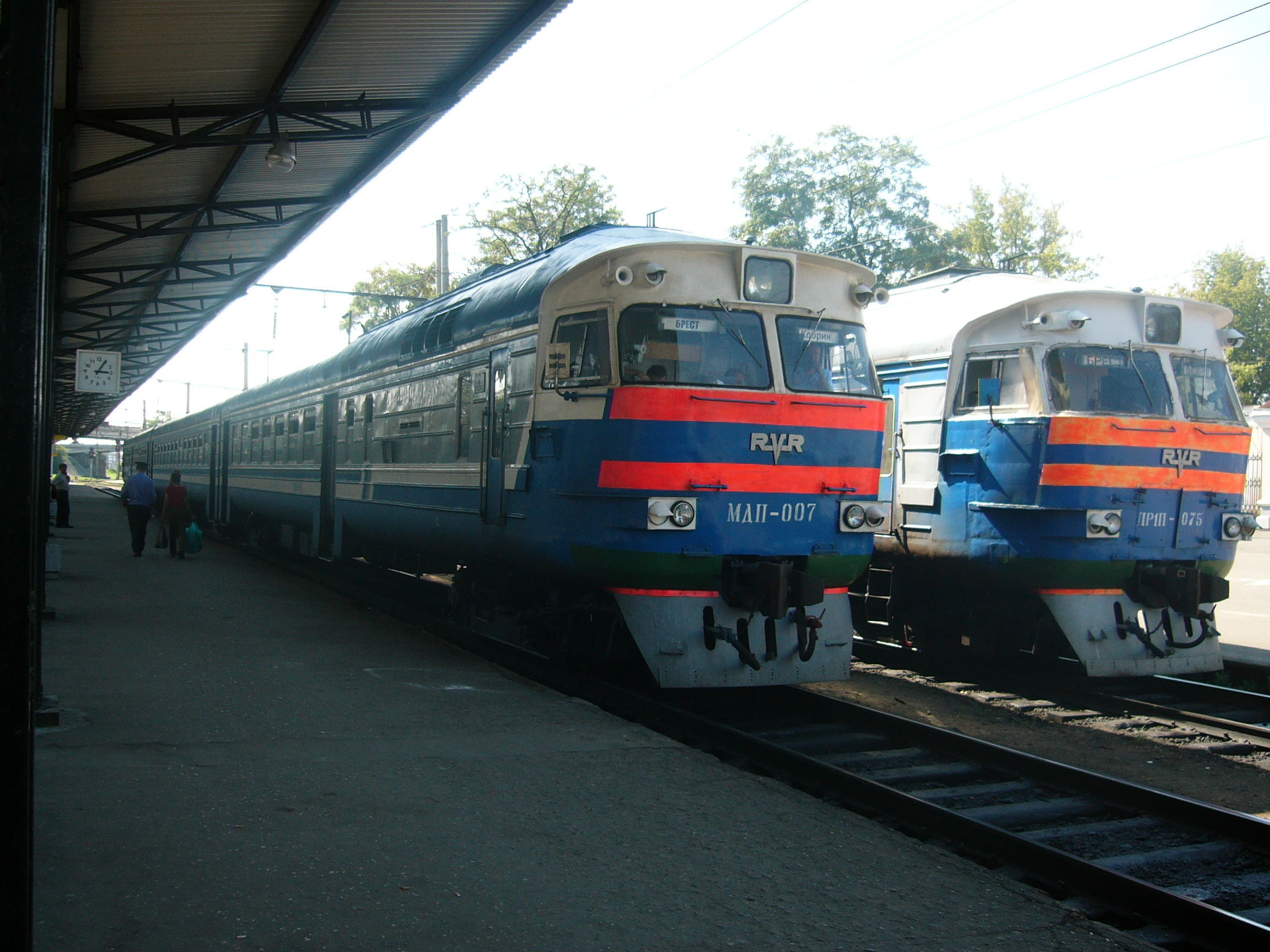
Дизель-поезда МДП-007 (слева) и ДР1П-075 на станции Брест-Центральный (Белоруссия). Вид на моторные вагоны
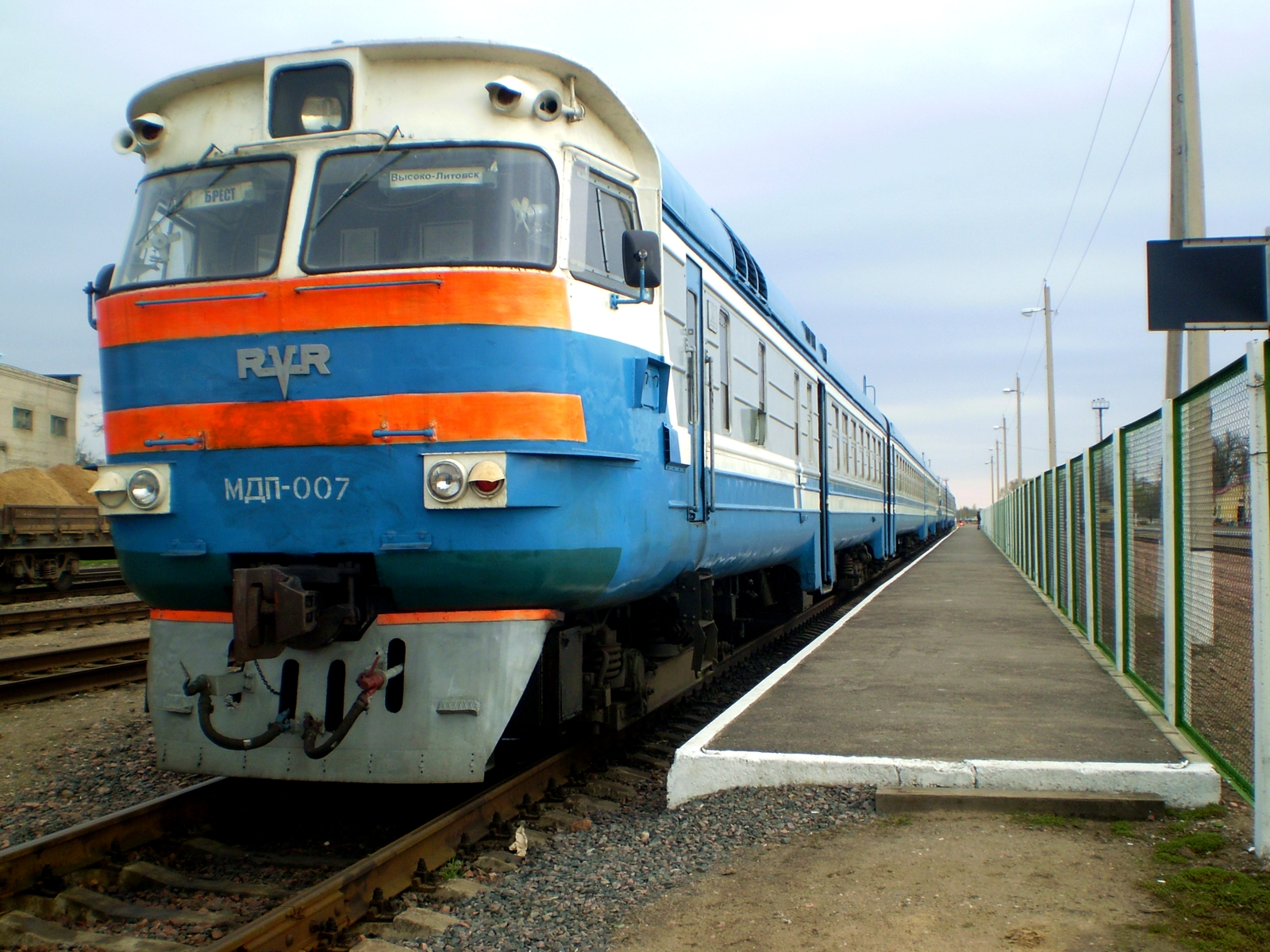
Дизель-поезд МДП-007. Вид на вагон Пг
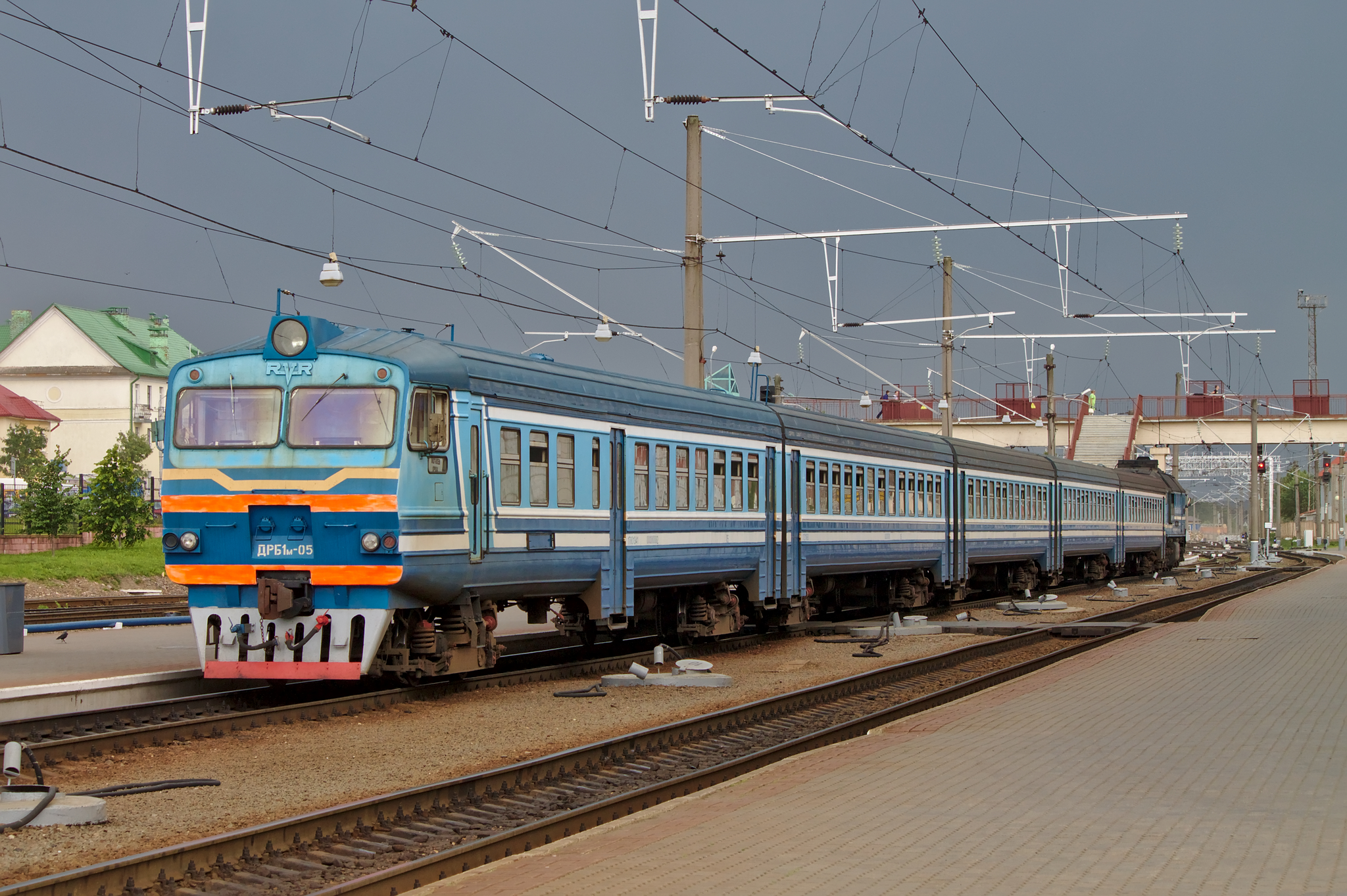
Дизель-поезд ДРБ1м-05 локомотивной тяги, включающий вагоны серии ДР1
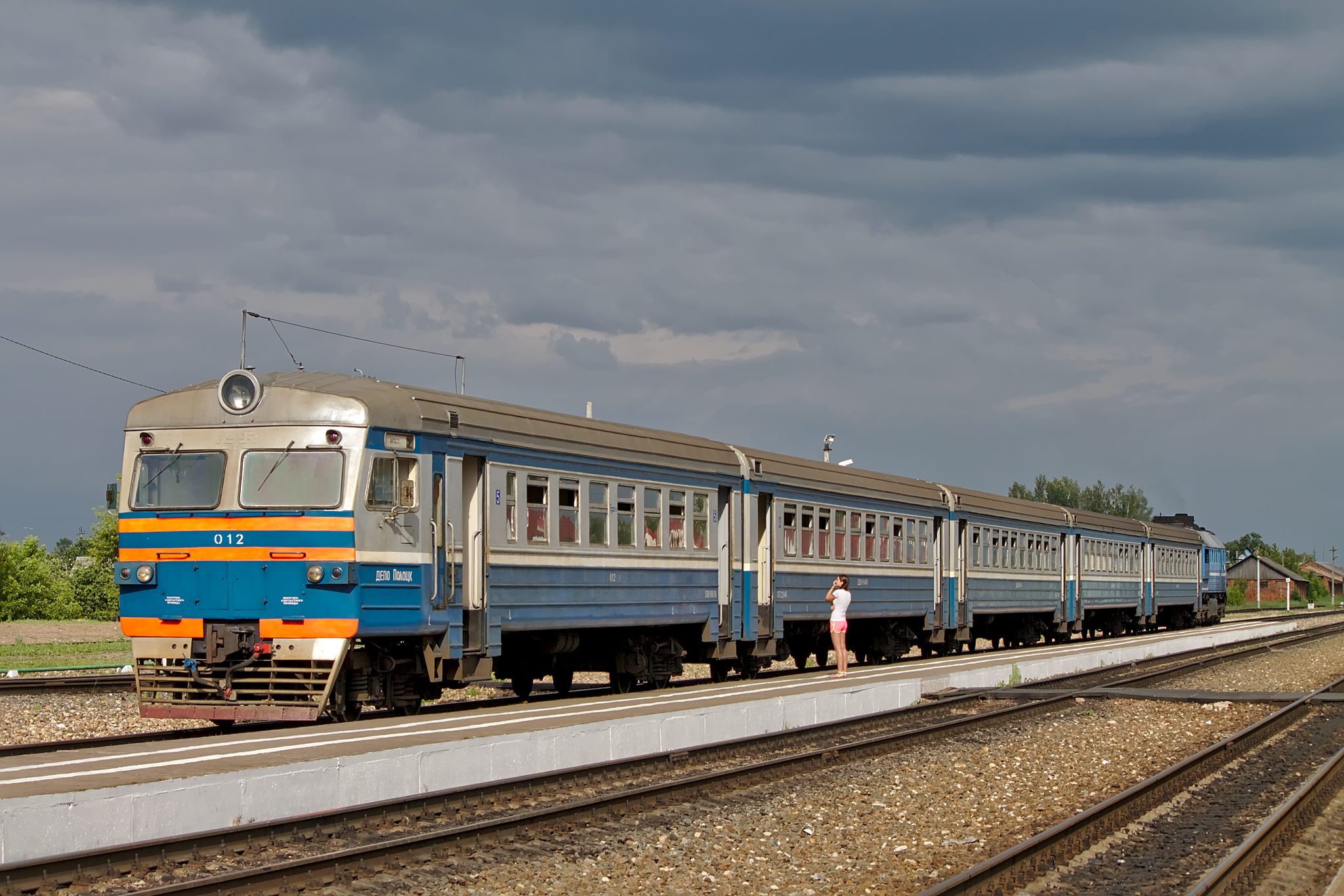
Дизель-поезд локомотивной тяги ДДБ1

Большую роль в развитии дизельного МВПС в БЧ сыграла польская фирма PESA. Сначала освоено совместное производство PESA и «Белкоммунмаш» одновагонного рельсового автобуса 620McB (по системе БЧ получившего обозначение ДП1, то есть отнесённого к дизель-поездам, несмотря на составность). Далее из Польши были поставлены дизель-поезда ДП3 (трёхвагонные) и ДП6 (шестивагонные), производства той же компании.

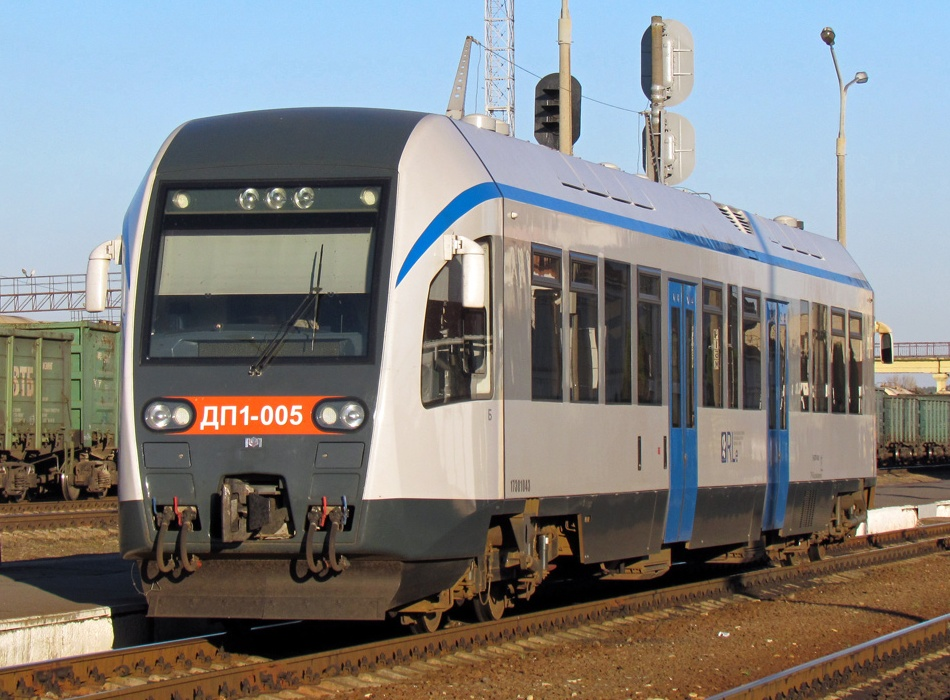
Одновагонный ДП1 приравнен к дизель-поезду
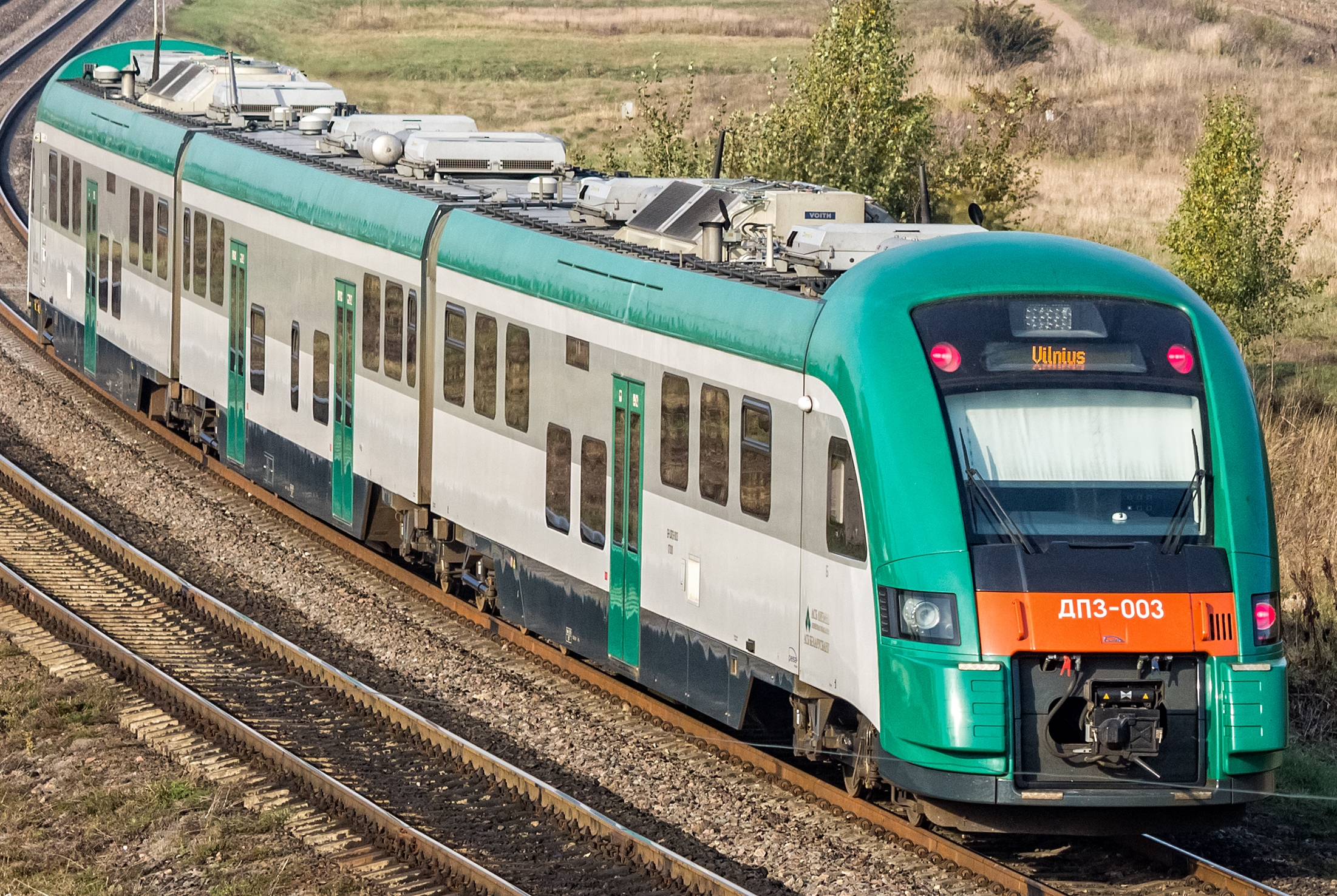
Трёхвагонный ДП3-003
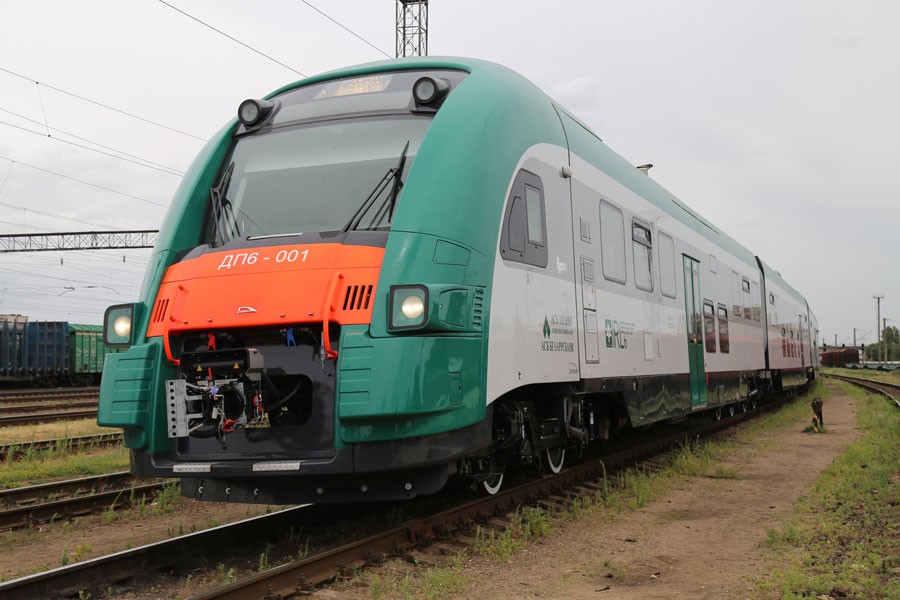
Шестивагонный ДП6-001

#### Украина
По состоянию на 2024 год на Украине эксплуатируются некоторые дизель-поезда советской постройки (например, ДР1А).

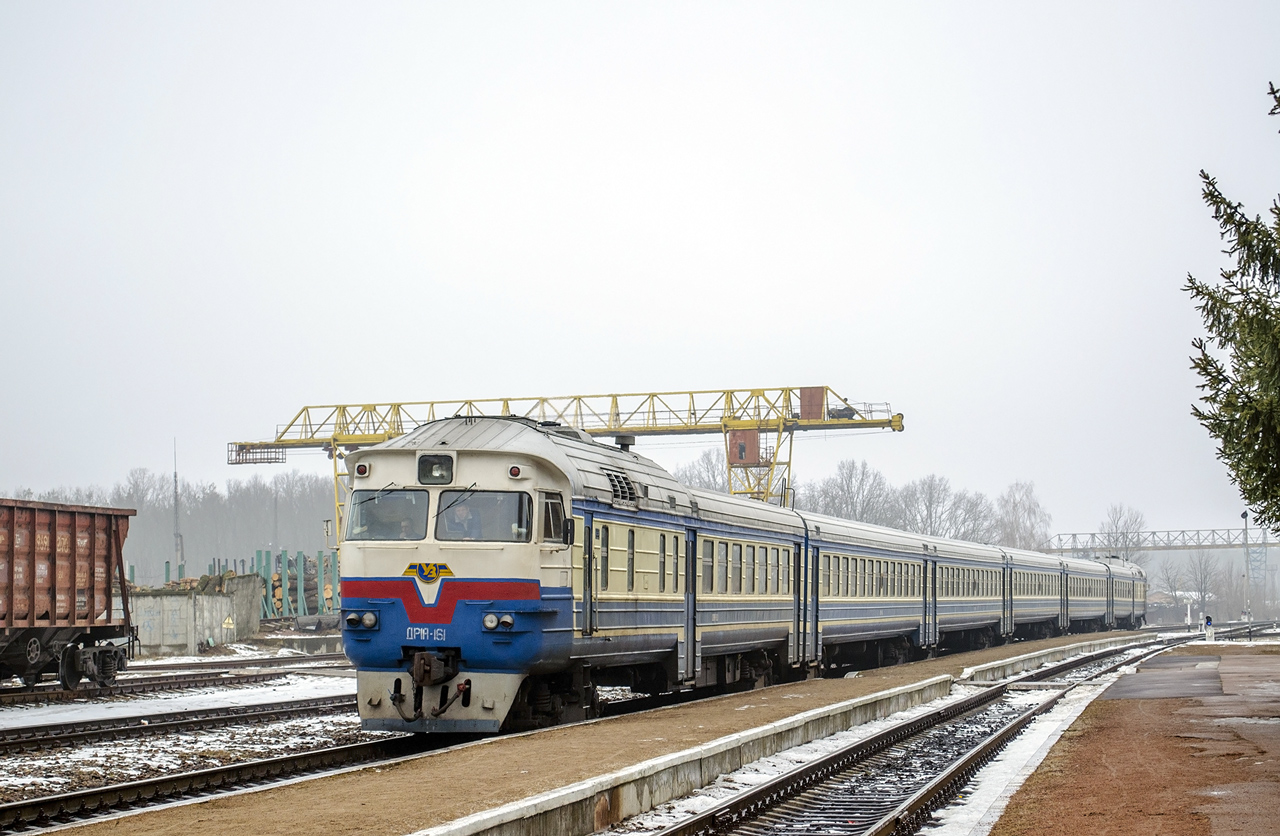
Дизель-поезд ДР1А-161 советской постройки
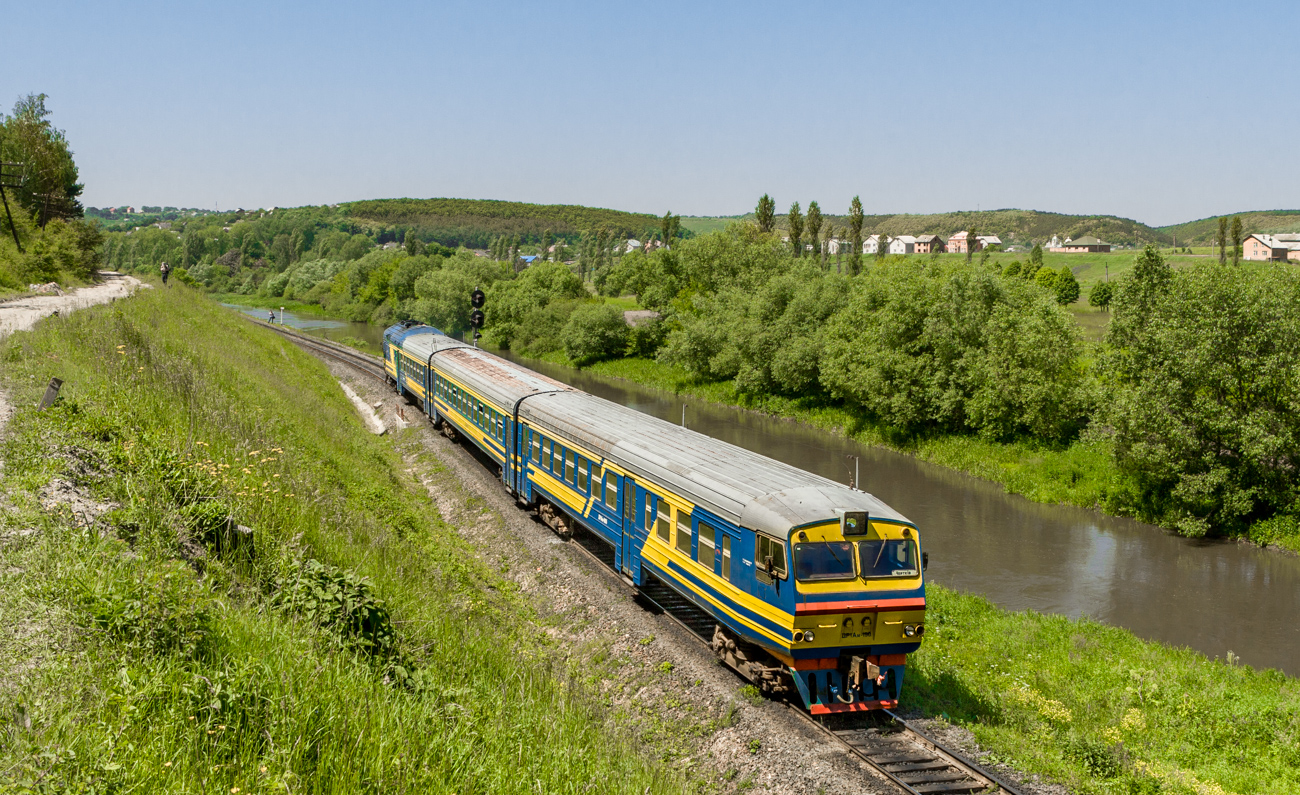
Дизель-поезд ДР1Ам-190 (модернизация ДР1А-190) с прицепным головным вагоном
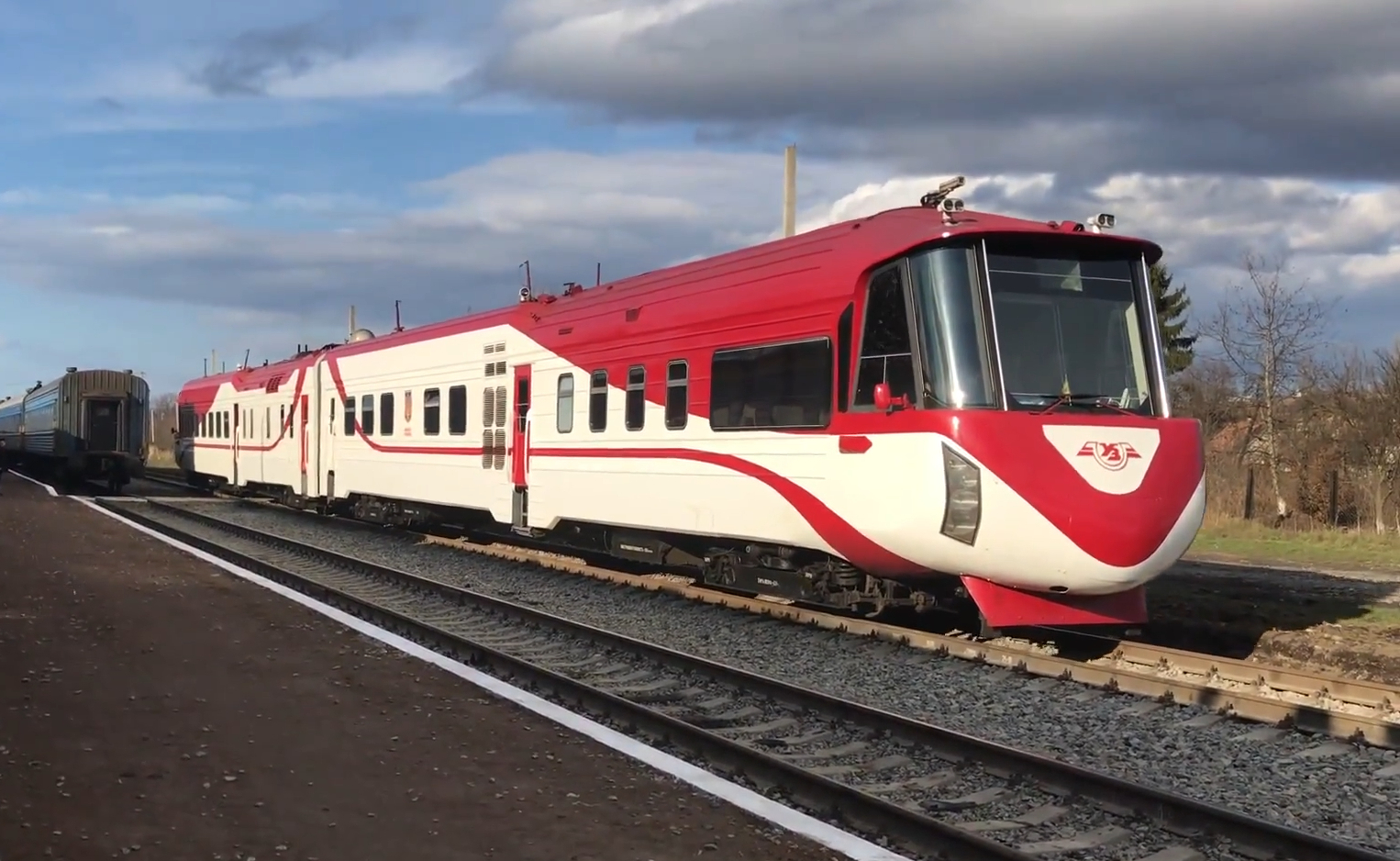
Модернизированный дизель-поезд ДР1А-285 служебного назначения

На стыке 1990-х и 2000-х годов Луганским тепловозостроительным заводом (на тот момент ОАО "ХК «Лугансктепловоз») начали поставляться составы локомотивной тяги, с использованием секций тепловозов 2М62 (ДПЛ1 и ДТЛ1) и 2ТЭ116 (ДПЛ2 и ДТЛ2). Вторая буква в обозначении указывает на композицию (П — одна секция тепловоза с одного конца и вагон Пг с другого, Т — две секции тепловоза по концам). В 1996 году этот же завод выпустил опытный образец дизель-поезда моторвагонной тяги ДЭЛ-01-001 с электрической передачей, который остался в единственном экземпляре, а в 2004 году — опытный образец ДЭЛ-02-001. Эти поезда строились по 2012 год, и всего (включая опытный образец) поставлено шесть составов (номера от 001 до 006).

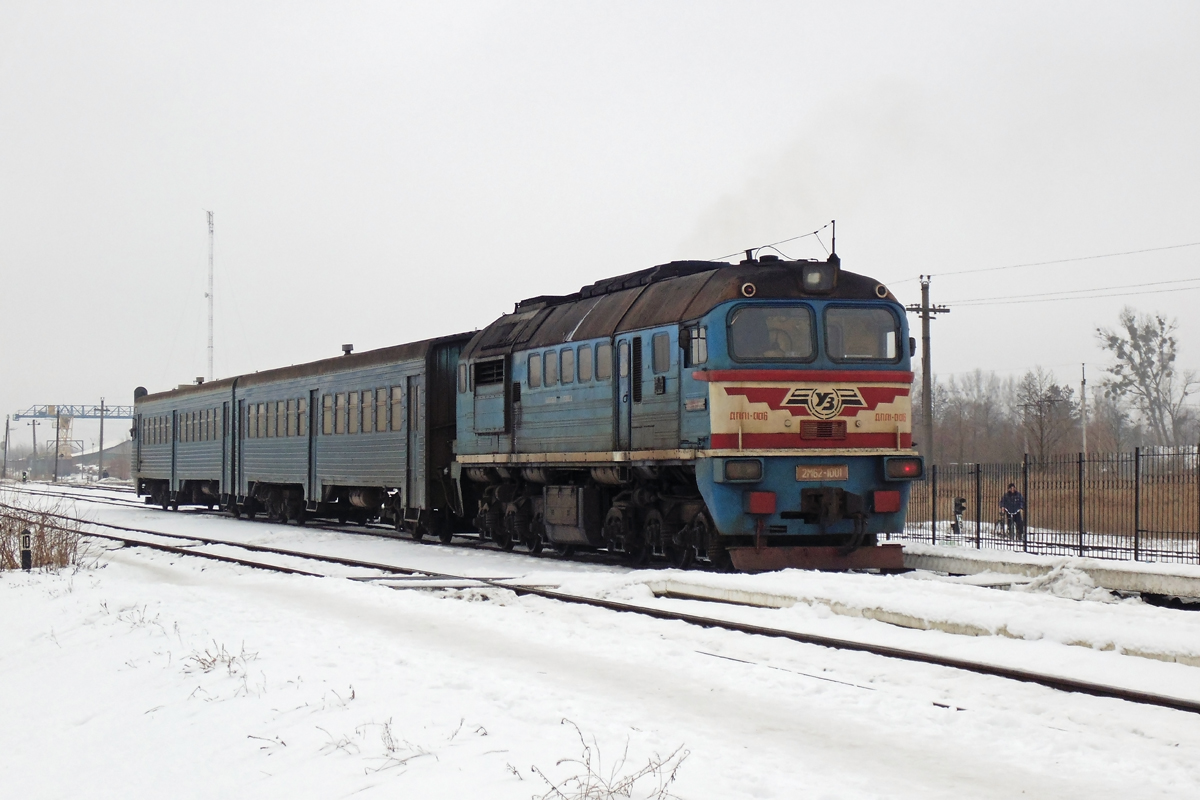
Дизель-поезд ДПЛ1-006 с прицепным головным вагоном и секцией тепловоза 2М62-1001
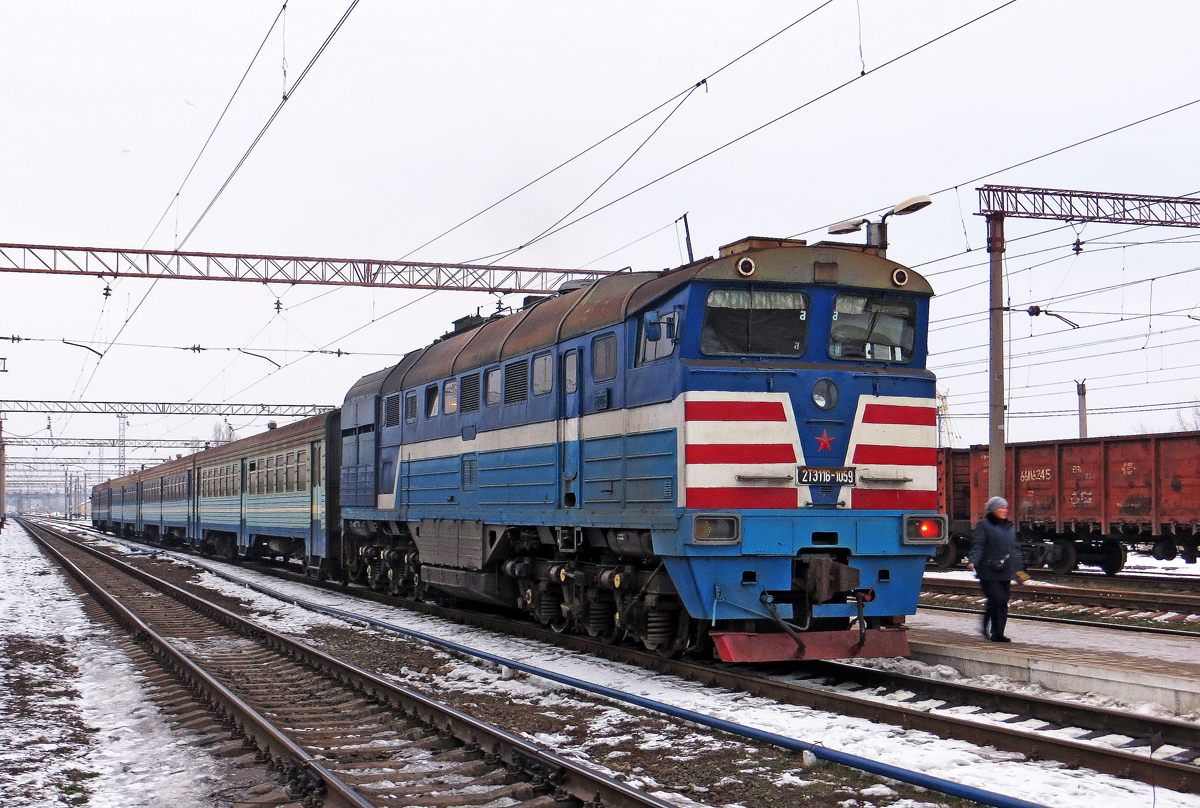
Дизель-поезд ДПЛ2 с прицепным головным вагоном и секцией тепловоза 2ТЭ116-1059
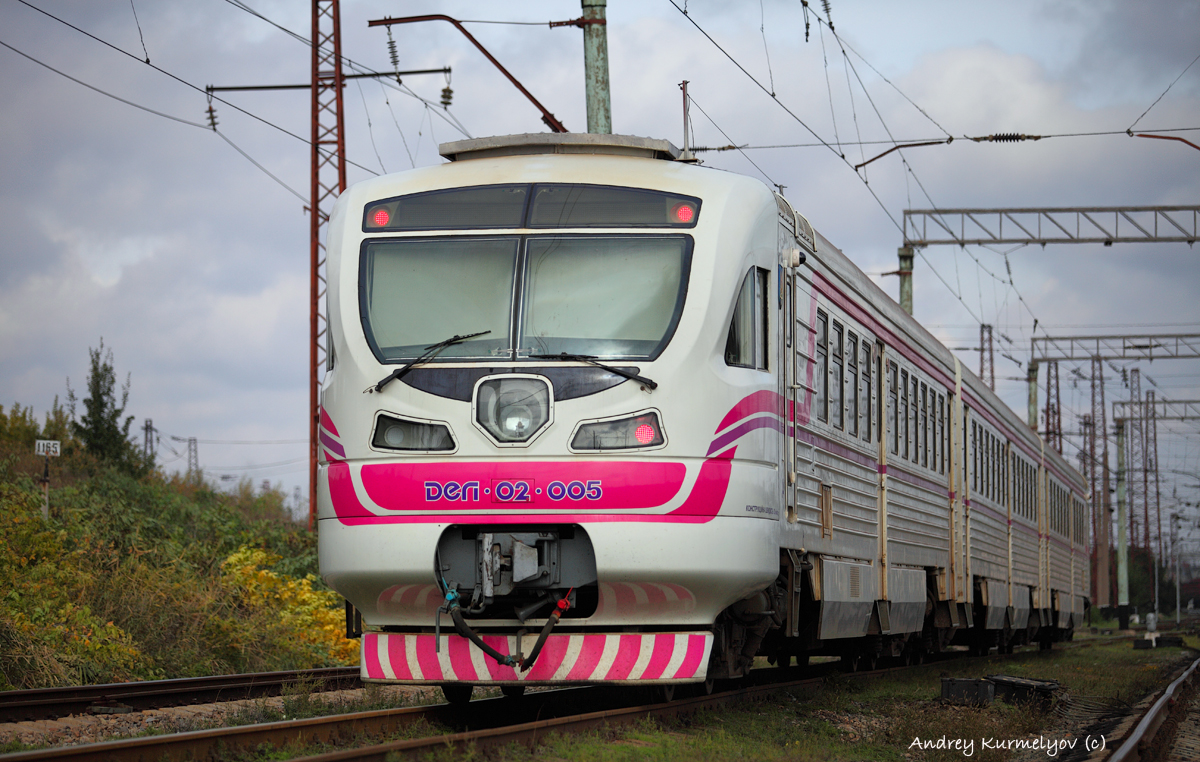
Дизель-поезд ДЭЛ-02-005 с электрической передачей

С 2005 по 2009 год польская фирма PESA поставила 10 рельсовых автобусов типа 620M и дополнительно в 2012 году — один 620Mc (с модифицированной кабиной машиниста, аналогичный поставленным для Белоруссии). Предусмотрена возможность эксплуатации этих машин по системе многих единиц. Рельсовые автобусы 620M стали использоваться для пригородных пассажирских перевозок на малозагруженных линиях в различных регионах Украины, а с конца 2018 года также эксплуатировались в Киеве в качестве аэроэкспресса Kyiv Boryspil Express сообщением Киев — Борисполь, в том числе в сдвоенной составности (по сути, двухвагонный дизель-поезд). По состоянию на начало 2020-х годов большая их часть простаивала и требовала ремонта, который был начат в 2023 году.
В 2011 году PESA начала выпуск двухвагонной модели 630M и выпустила первые два состава (с номерами 001 и 002), которые прибыли на Украину. Позже были построены составы с номерами от 003 до 006 для других стран, и на этом их производство завершилось. Церемония включения в движение 630М-001 состоялась 24 июня 2011 года на станции в Виннице.
Позже к поставкам дизель-поездов приступил ПАО «Крюковский вагоностроительный завод» (КВСЗ). В 2014 году на нём создан дизель-поезд с гидравлической передачей ДПКр2. Единственный построенный трёхвагонный состав ДПКр2-001 по состоянию на 2024 год эксплуатируется в качестве регионального экспресса по маршрутам Львовской железной дороги. В серийное производство запущен ДПКр3 (за период с 2019 по 2022 построено шесть экземпляров с номерами от 001 до 006).

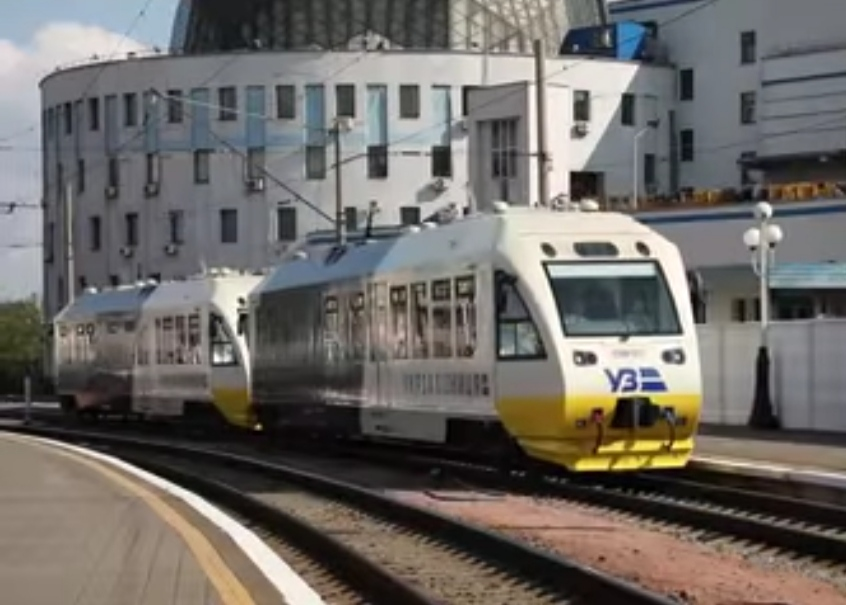
Дизель-поезд из двух рельсовых автобусов 620M «Kyiv Boryspil Express»
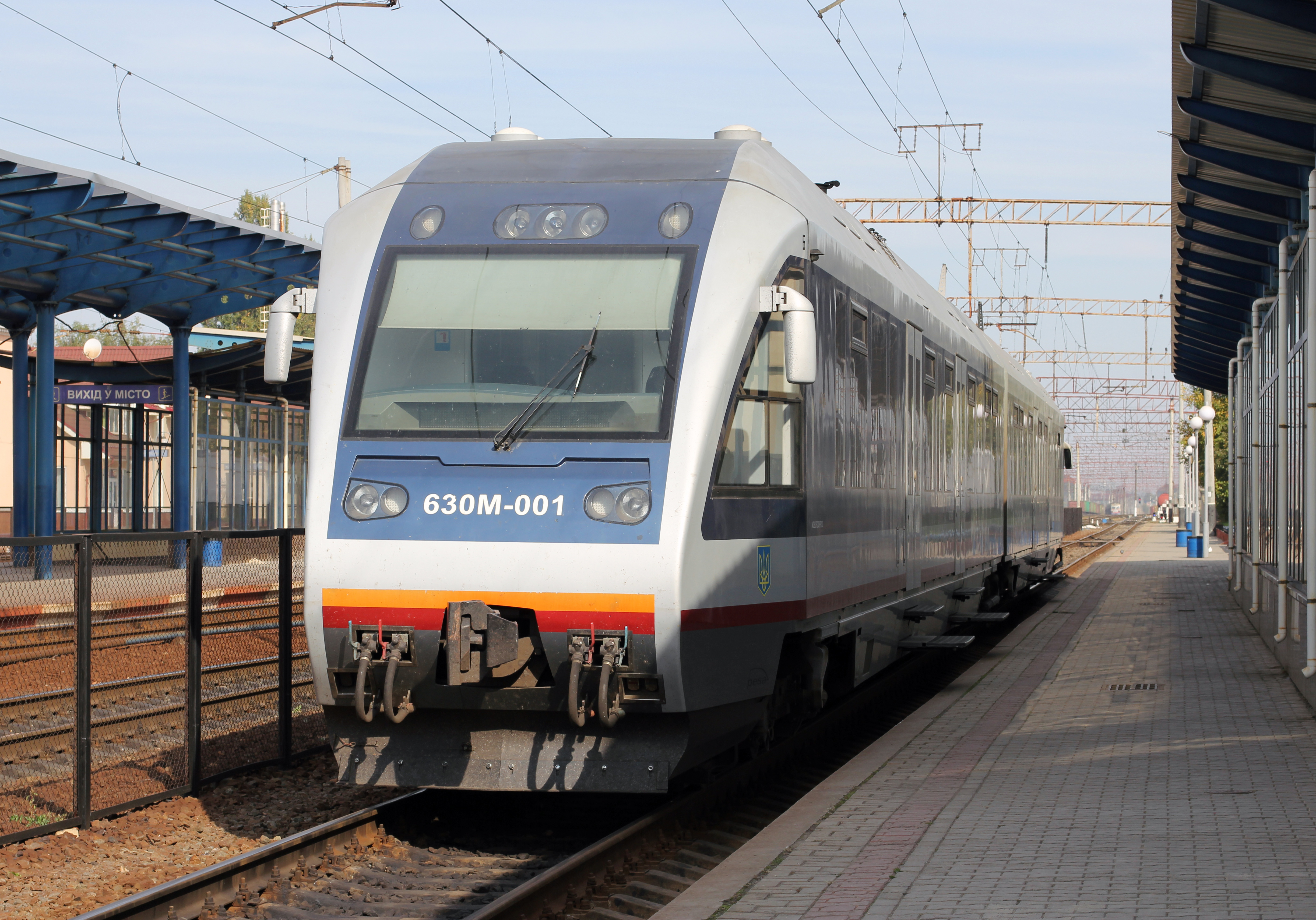
Двухвагонный рельсовый автобус 630M-001 (дизель-поезд малой составности)
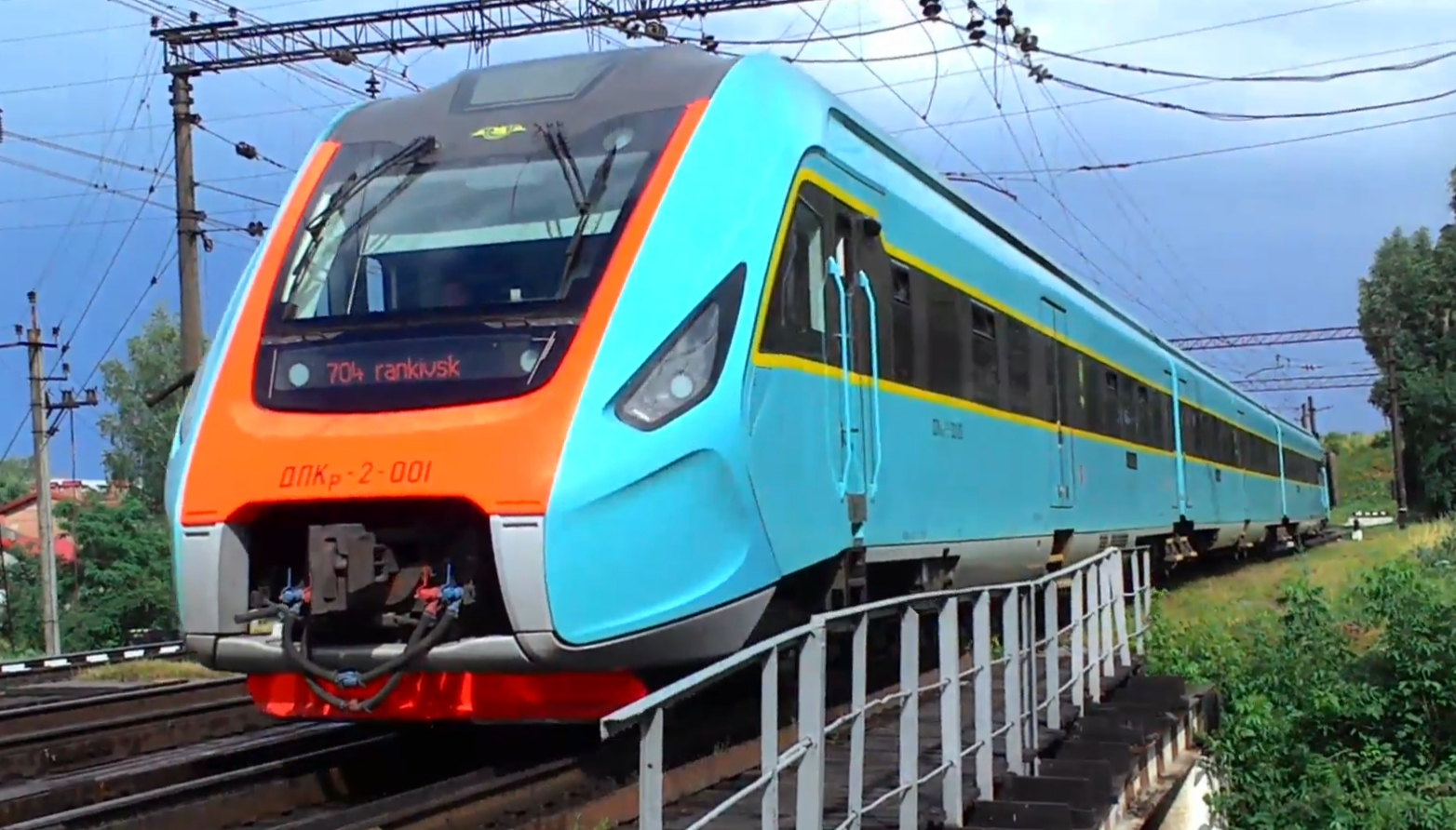
Трёхвагонный дизель-поезд ДПКр2-001
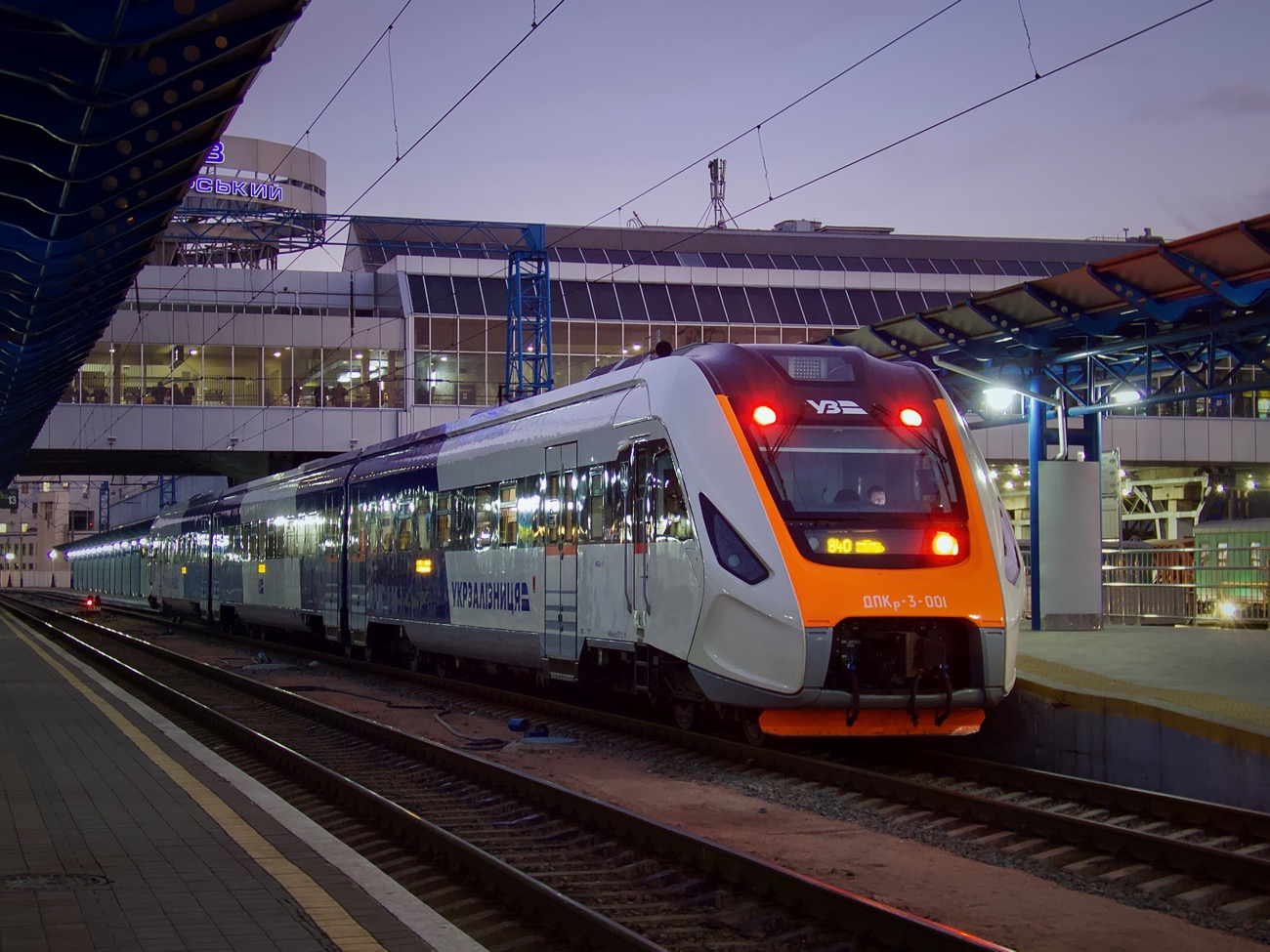
Трёхвагонный дизель-поезд ДПКр3-001

#### Эстония
После распада СССР в Эстонии некоторое время эксплуатировались дизель-поезда ДР1А от РВЗ (постройки как советского периода, так и независимой Латвии).
В августе 2010 года компания-оператор Elektriraudtee AS (позже переименованная в Elron) разместила заказ на постройку 20 дизель-поездов семейства FLIRT (шесть из которых заказаны в двухвагонной, восемь — в трёхвагонной, а остальные шесть — в четырёхвагонной составности) для межрегиональных перевозок. Эти дизель-поезда созданы на базе эксплуатируемой в Финляндии модели (Sm5), рассчитанной на пониженную температуру окружающей среды и русскую колею; взятый за основу поезд адаптирован под условия и требования Elron. Составы получили четырёхзначные порядковые номера. Первая цифра 2, вторая соответствует количеству пассажирских вагонов в составе, последние две — индивидуальный номер (поэтому их принято называть по номерному ряду — 2200, 2300 и 2400). Поезда 2200 поставлены в двухвагонной, 2300 — в трёхвагонной, а 2400 — в четырёхвагонной составности, если учитывать только пассажирские вагоны. Каждый из составов, кроме вагонов для пассажиров, включает дизель-генераторный промежуточный модуль, в котором установлены дизель-генераторные установки (ДГУ); согласно данным изготовителя, дизель-генераторный промежуточный модуль не считается вагоном. Первые тележки головных вагонов (под кабиной машиниста) являются двухосными моторными, а между вагонами везде установлены двухосные тележки Якобса с необмоторенными осями (в том числе между пассажирскими вагонами и дизель-генераторным модулем); то есть дизель-поезда имеют осевые формулы Bo’2’2’Bo', Bo’2’2’2’Bo' и Bo’2’2’2’2’Bo' соответственно (в формате UIC). Композиции дизель-поездов можно записать соответственно как Мг=ДПпм=Мг, Мг=Пп=ДПпм=Мг и Мг=Пп=ДПпм=Пп=Мг, где Мг — моторный головной вагон, ДПпм — дизель-генераторный прицепной промежуточный модуль, Пп — прицепной промежуточный вагон, знак «=» означает сочленённое сцепление через тележку Якобса. Допускается эксплуатация двух поездов по СМЕ (с формированием соответственно составов по четыре, пять, шесть, семь или восемь пассажирских вагонов и два дизель-генераторных модуля).

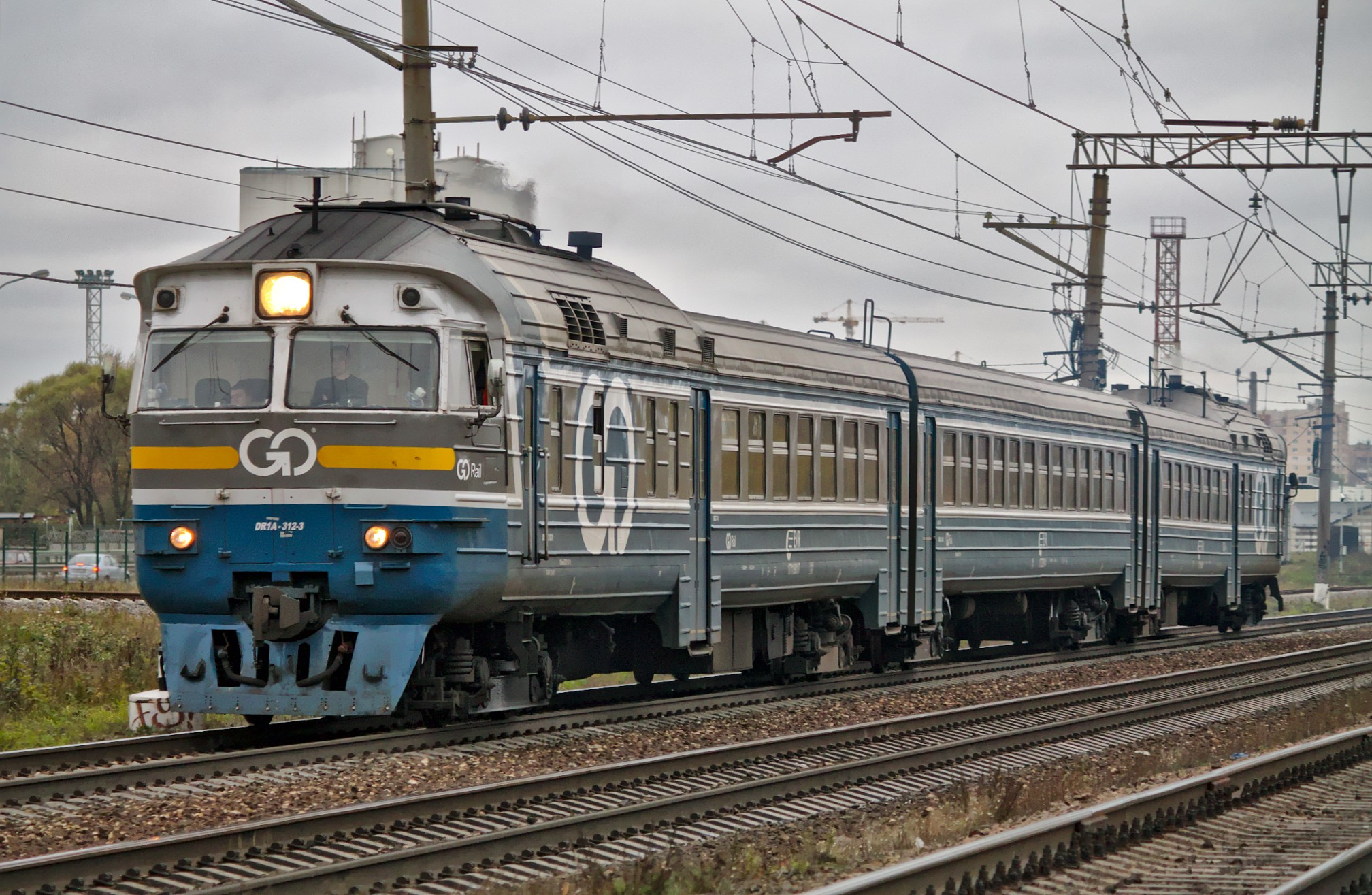
Дизель-поезд ДР1А-312 оператора GoRail. Постройка 1992 года (Латвия, РВЗ)
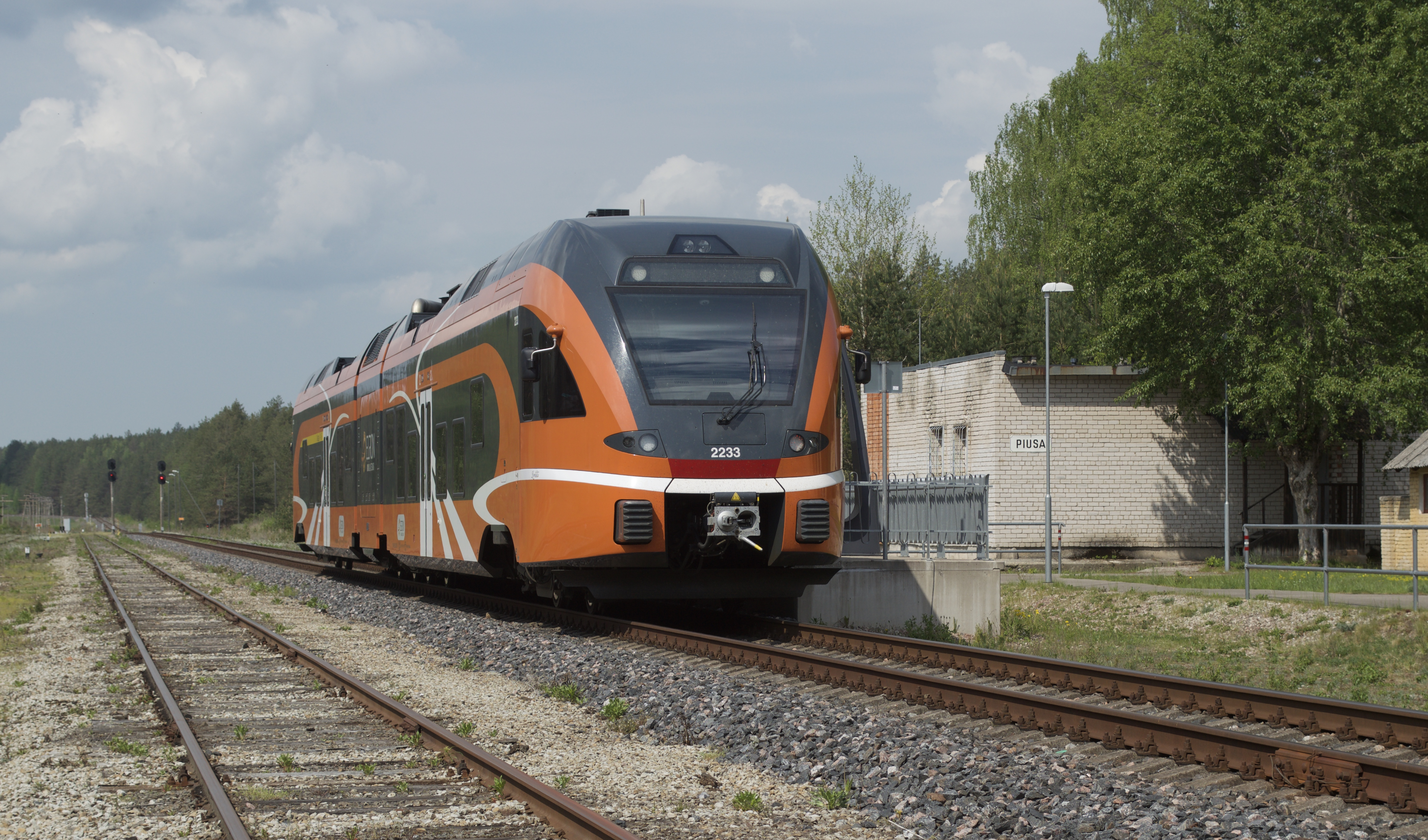
Двухвагонный дизель-поезд 2233 оператора Elron
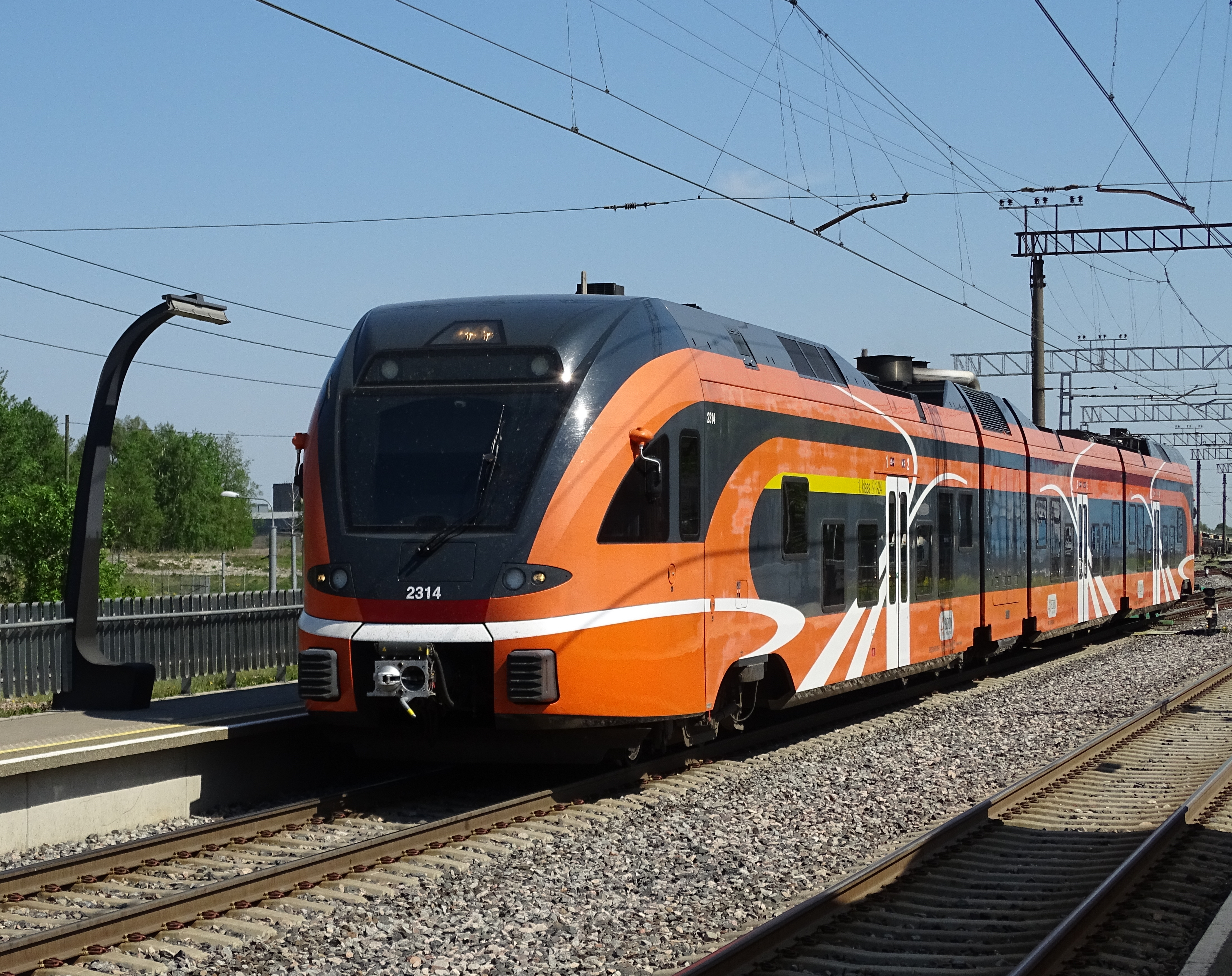
Трёхвагонный дизель-поезд 2314 оператора Elron
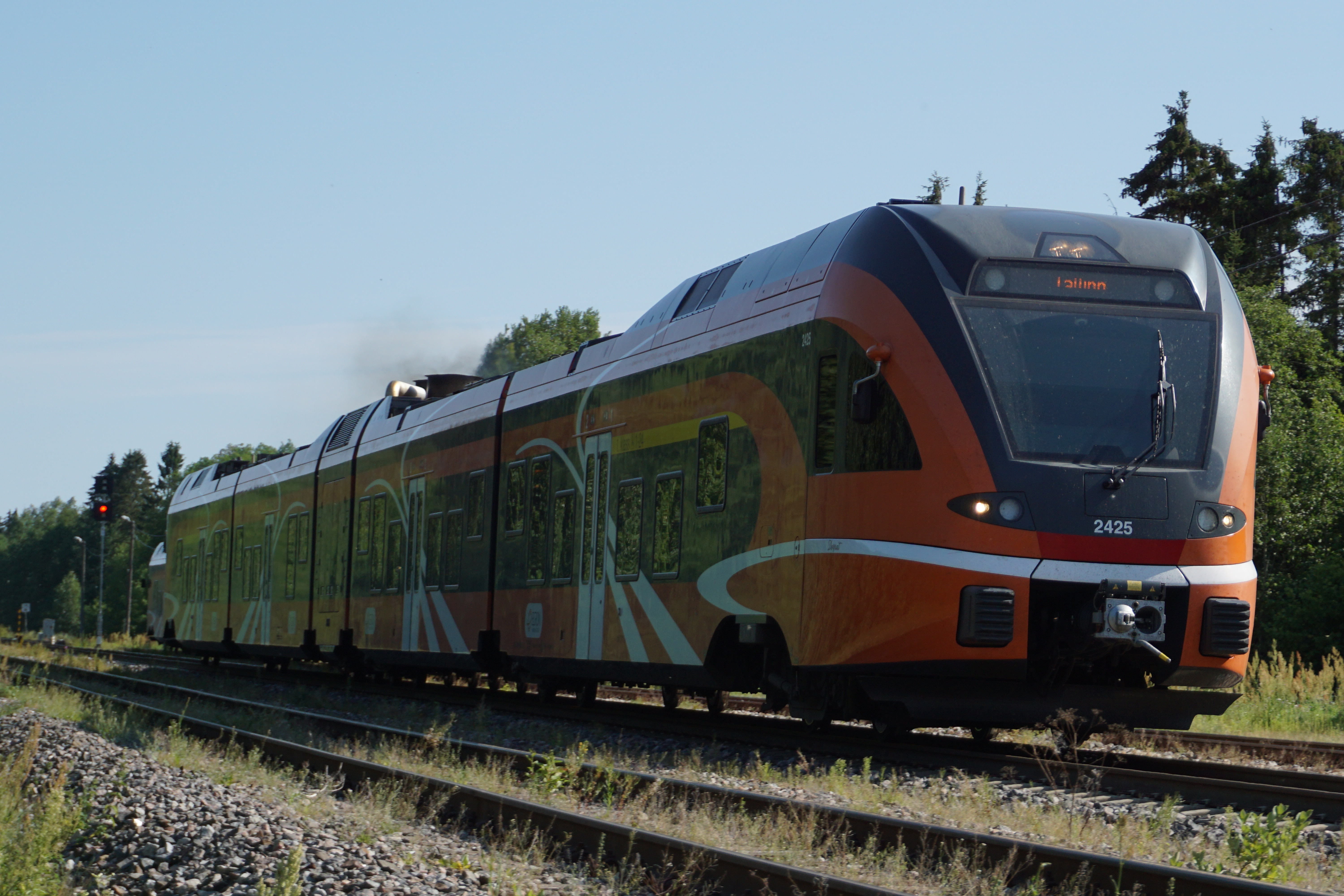
Четырёхвагонный дизель-поезд 2425 оператора Elron

#### Литва
После распада СССР в Эстонии некоторое время эксплуатировались дизель-поезда Д1 от завода Ганц-МАВАГ (венг. Ganz–MÁVAG), а также ДР1А от РВЗ (многие из ДР1А подверглись модернизации с заменой двигателя и гидропередачи на новые, немецкого производства).
Позже в депо Вильнюс поступили дизель-поезда 730ML фирмы PESA (версия для Литвы поставленного в Белоруссию дизель-поезда 730M); с 9 июня 2016 года началась их эксплуатация на маршруте Вильнюс — Клайпеда.

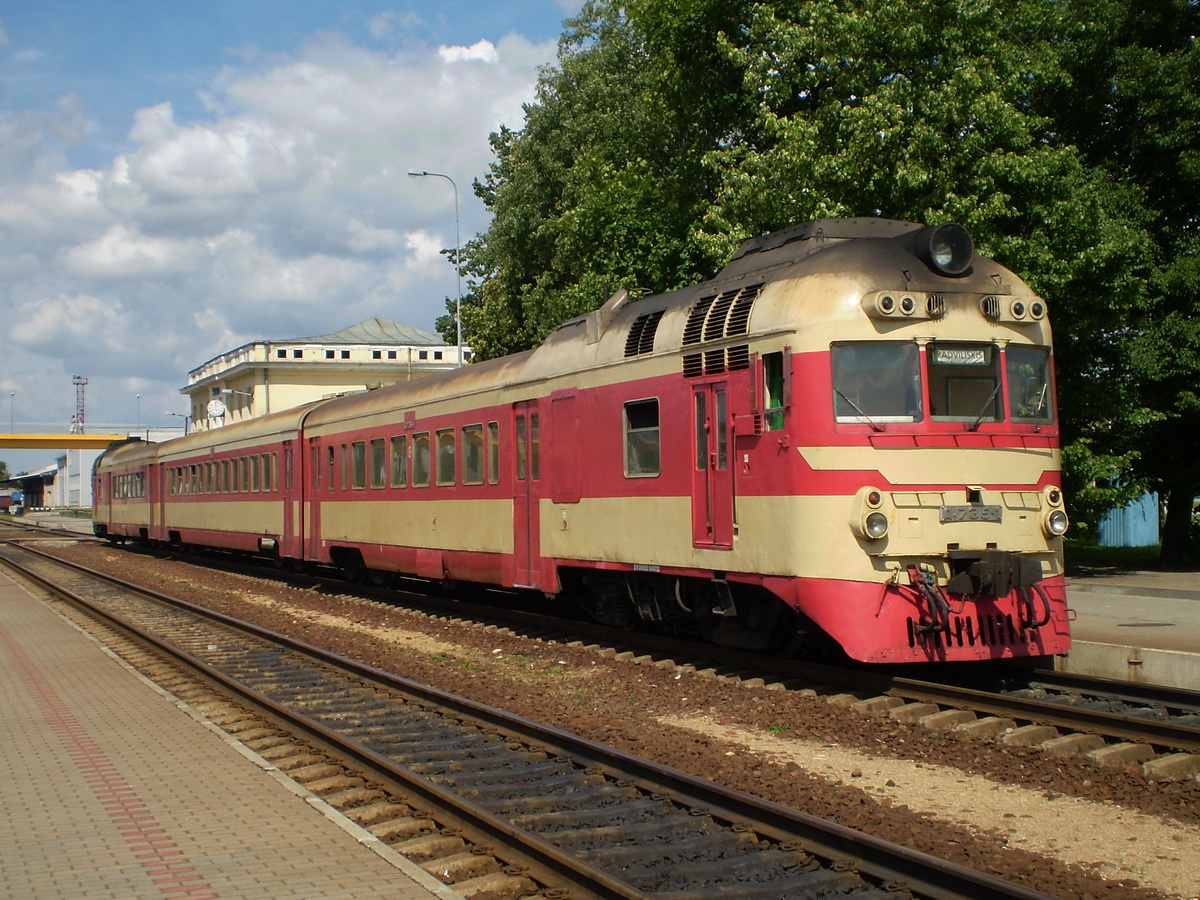
Дизель-поезд Д1-735 (построен в Венгрии в 1985 году)
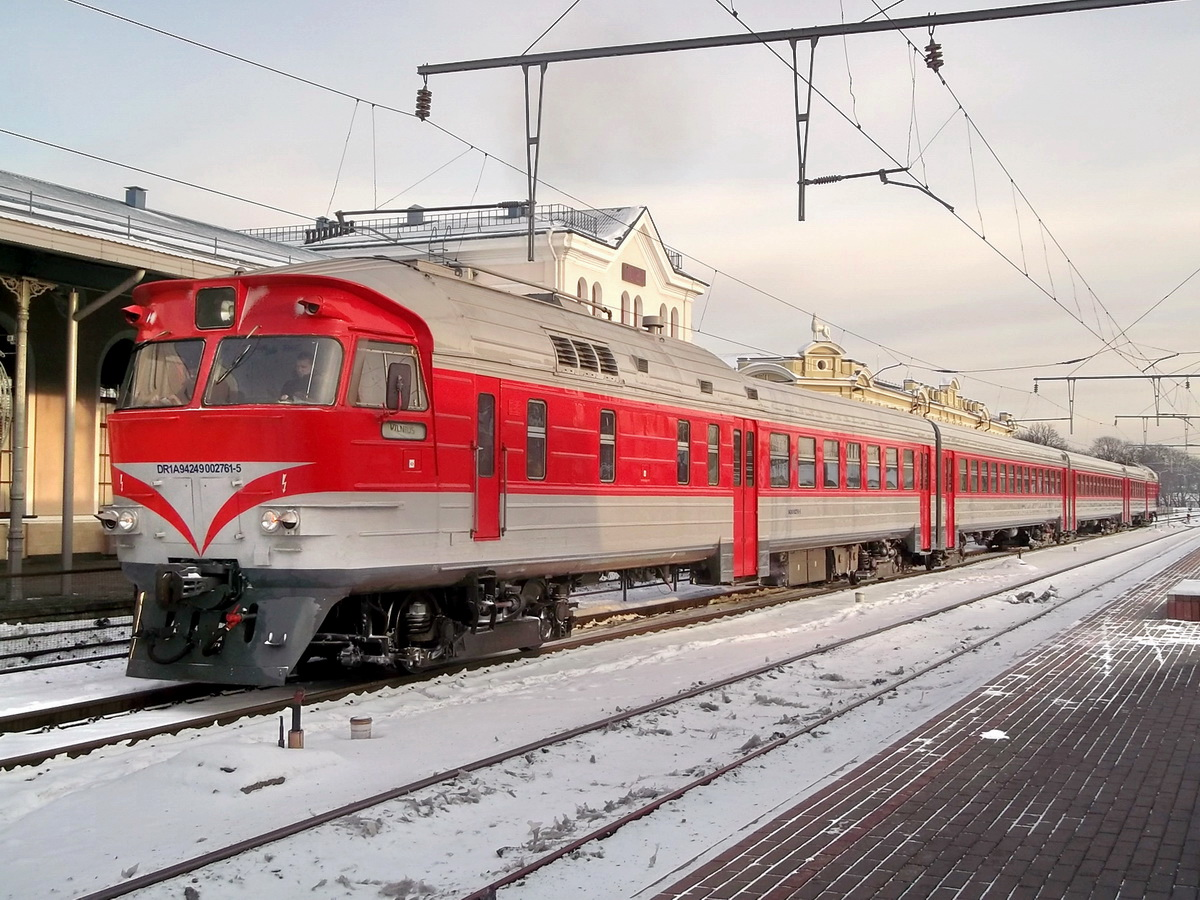
Дизель-поезд ДР1А-276 (построен в СССР в 1988 году)
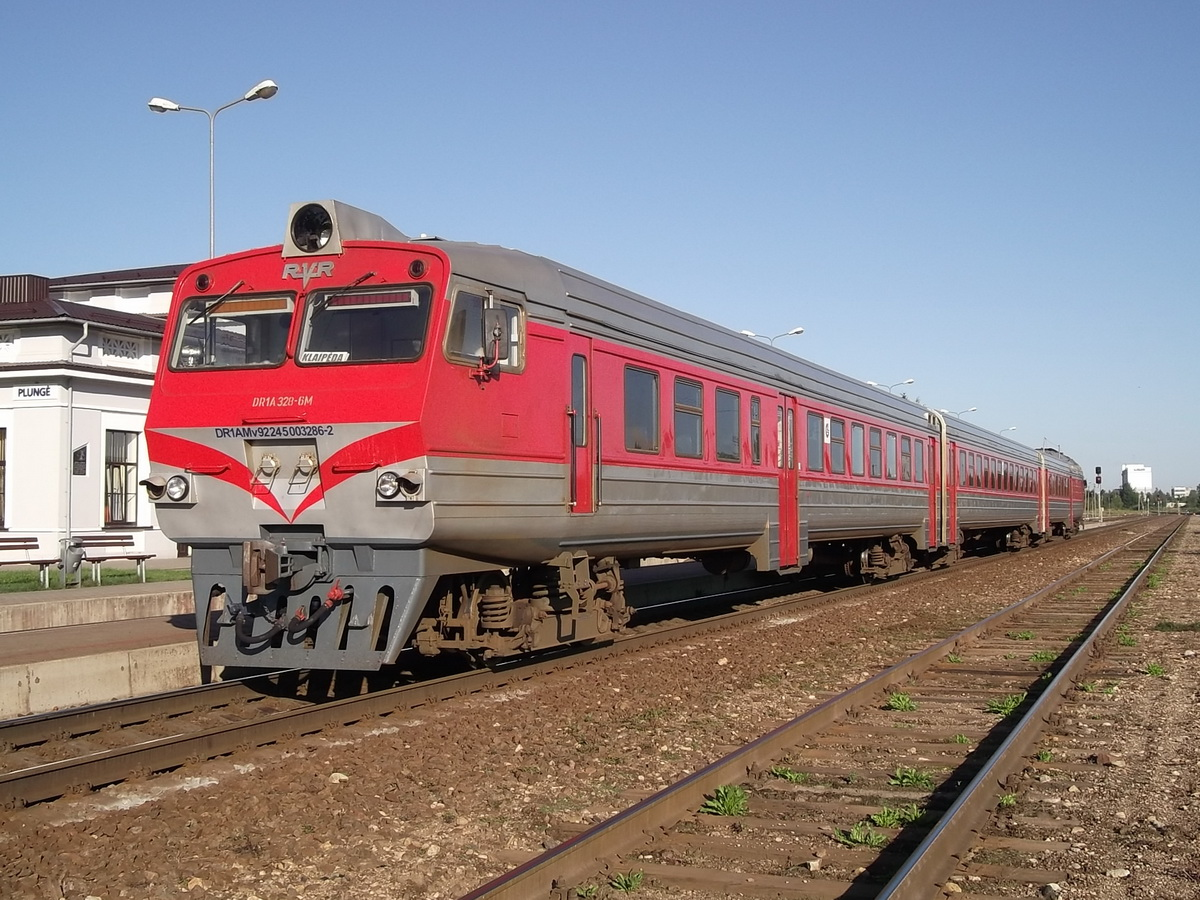
Дизель-поезд ДР1АМв-328 (модернизация 2004 года). Построен как ДР1А-328 в 1995 году в Латвии
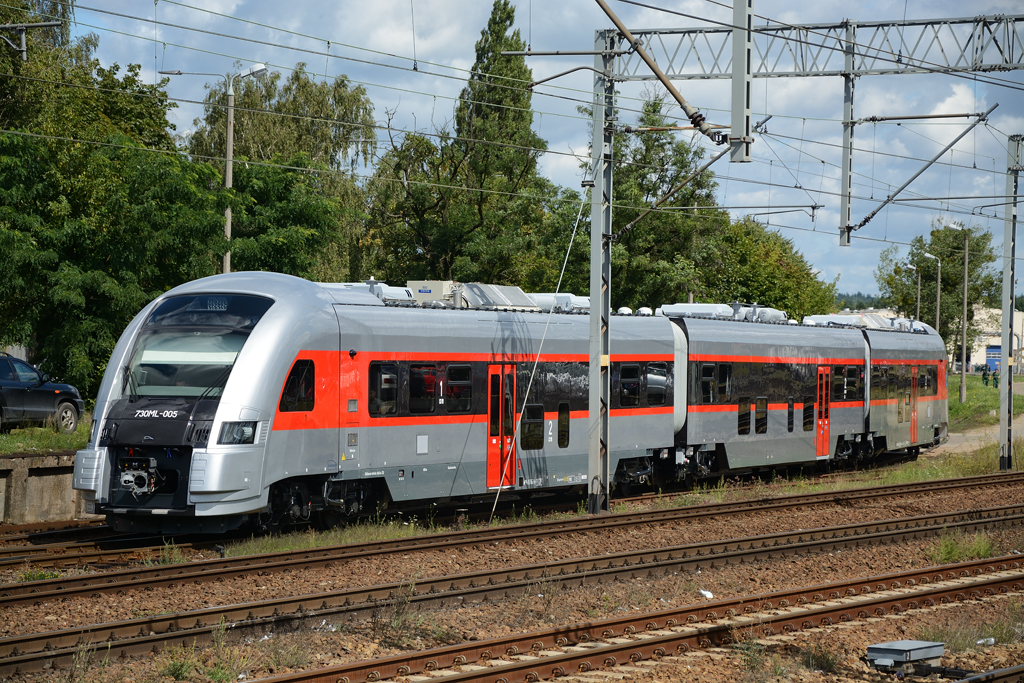
Дизель-поезд 730ML-005 (построен в Польше в 2016 году)

### Северная Америка
В США и Канаде дизель-поезда распространены довольно широко и производятся канадским филиалом компании Bombardier и американской Colorado Railcar.

### Австралия
В Австралии дизель-поезда часто используются на междугородних маршрутах средней длины. Подвижной состав импортируется из других стран.

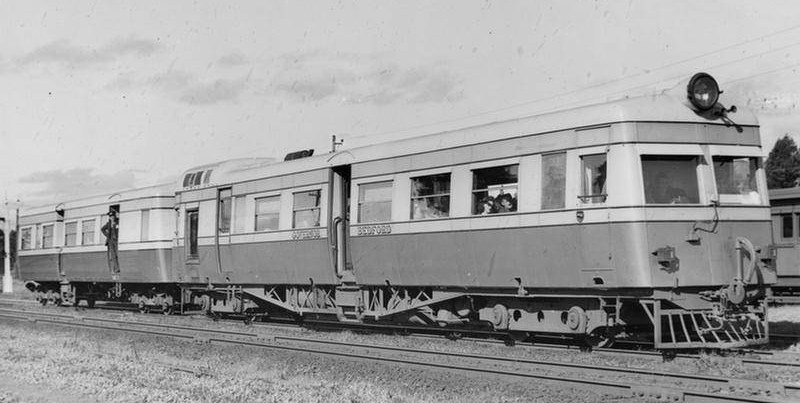
Двухвагонный дизель-поезд ADE/ADT (ADE — моторный вагон)
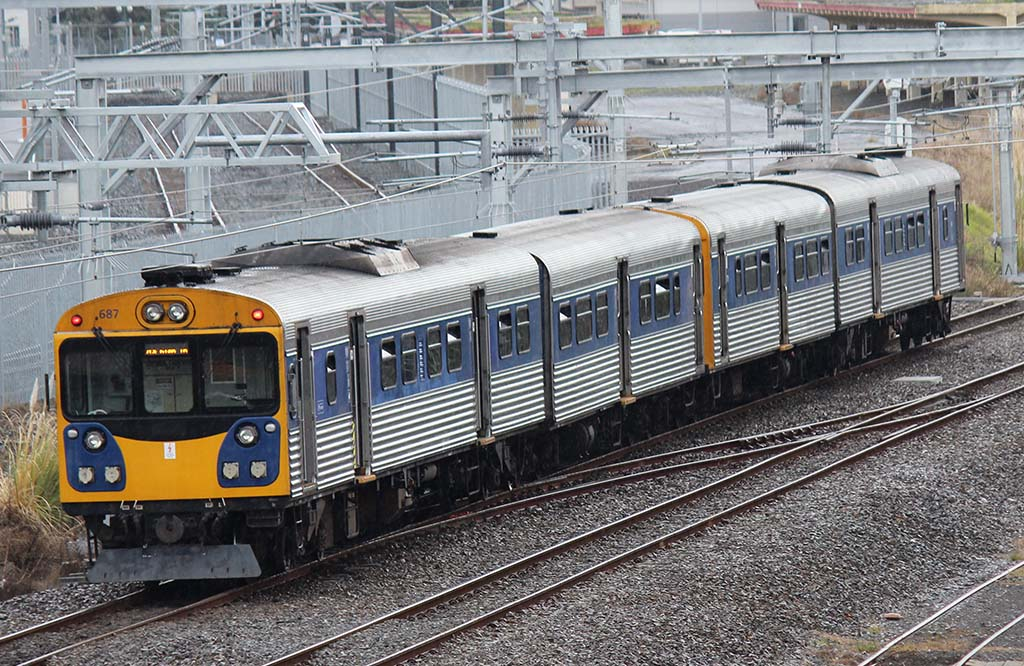
Двухвагонные дизель-поезда ADK/ADB в четырёхвагонном сцепе (ADK — моторные вагоны)
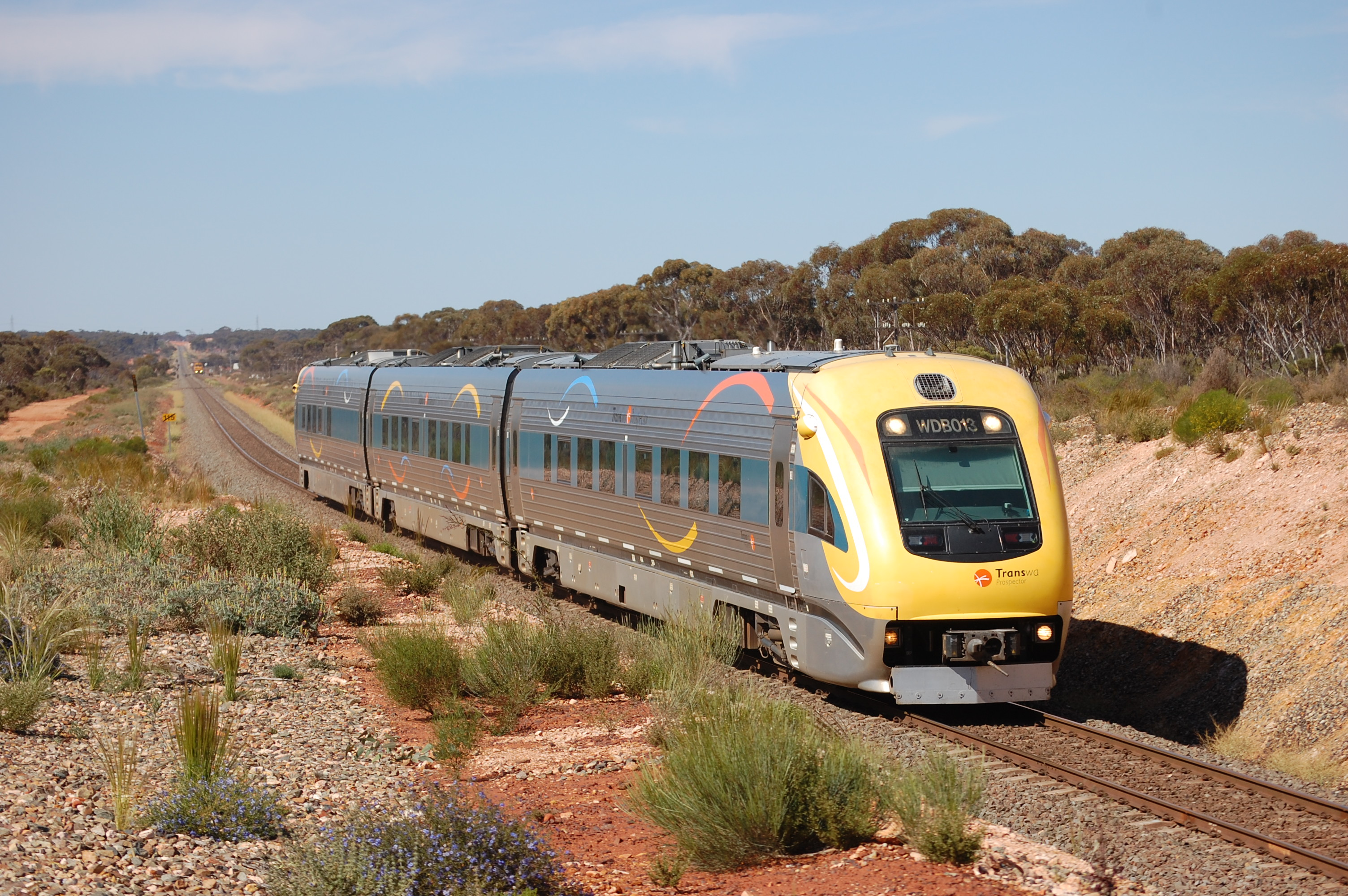
Трёхвагонный дизель-поезд WDA/WDB/WDC (WDA и WDB — головные вагоны)

### Европа
В Германии в 1933 году началась регулярная эксплуатация первого скоростного дизель-поезда «Летучий гамбуржец», обслуживавшего маршрут Берлин — Гамбург. В 1950—1960-х годах в Европе появилась сеть Trans Europ Express, соединившая города Германии, Франции, Италии и Нидерландов. В Германии производились и грузовые дизель-поезда CargoSprinter, использовавшиеся в качестве альтернативы грузовым автомобильным перевозкам на маршрутах средней протяжённости. С середины 1950-х годов и по сей день пассажирские дизель-поезда широко распространены в Великобритании.
Дизель-поезда, производимые компаниями Siemens AG, Bombardier и Alstom, эксплуатируются во многих странах Европы, таких как Австрия, Греция, Дания и другие.

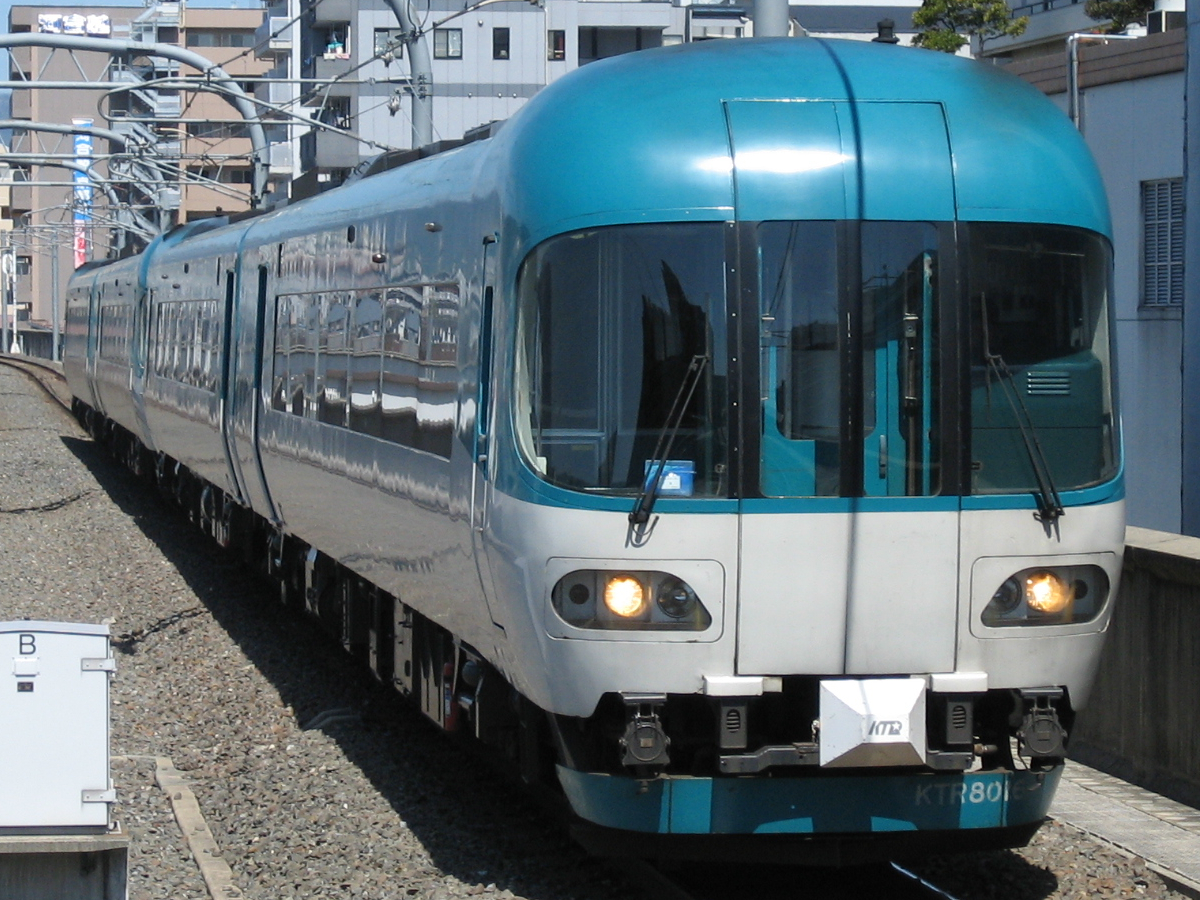
Дизель-поезд в Японии

### Азия
С 1980-х годов дизель-поезда активно строятся и используются в Южной Корее. Производителем является компания «Hyundai Rotem» (подразделение корпорации Hyundai Motor Group).
Кроме того, производителями дизель-поездов являются индийская компания «Integral Coach Factory», турецкая TÜVASAŞ и другие.
Малайзия импортирует дизель-поезда Desiro компании Siemens AG. Планируется строительство линий скоростных дизель-поездов в Таиланде.
Израиль импортировал в 1950-е годы несколько дизель-поездов производства «Maschinenfabrik Esslingen» (Германия). Из-за ненадёжности они позже были переделаны в обычные вагоны. В 1992—1995 годах из Дании было импортировано 50 составов IC3, которые активно используются.